# Coupvray
Coupvray (prononcé en français : [kuvʁɛ]) est une commune française située dans le département de Seine-et-Marne, en région Île-de-France. Elle fait partie du secteur IV de la ville nouvelle de Marne-la-Vallée, appelé Val d'Europe, et de l'intercommunalité Val d'Europe Agglomération.
Elle accueille sur son territoire une partie du complexe Disneyland Paris, notamment les hôtels de Disneyland Paris.

## Géographie

### Localisation
La commune est située à 43 kilomètres à l'est de la cathédrale Notre-Dame de Paris, point zéro des routes de France et à 13 km au sud-ouest de Meaux.
Elle est localisée à 51 kilomètres au nord de Melun, préfecture de la Seine-et-Marne, à 13 kilomètres au nord-est de Torcy la sous-préfecture, à 5 kilomètres au nord du Parc Disneyland et à 38 kilomètres à l'est de l'échangeur de la porte de Bercy.
Elle héberge, au sud-est de son territoire, une partie du complexe Disneyland Paris, notamment une partie du Parc Disneyland, le parking, les hôtels Disney, et l’Avenue Robert Schuman menant à la gare.

### Communes limitrophes
La commune fait partie du secteur IV de la ville nouvelle de Marne-la-Vallée, appelé Val d'Europe et de la communauté d’agglomération Val d'Europe Agglomération.
| Jablines / Lesches | Lesches  | Esbly           |
| Chalifert          | Coupvray | Montry          |
| Chessy             | Serris   | Magny-le-Hongre |

### Géologie et relief
Situé en bordure du plateau de Brie, son territoire est coupé par un talweg créé par un ancien bras du Morin remplacé par le seul ru de Coupvray qui mène ses eaux vers la vallée du Morin. De part et d'autre, des coteaux argileux boisés marquent un dénivelé de 80 mètres. L'altitude de la commune varie de 41 à 132 m.
La commune est classée en zone de sismicité 1, correspondant à une sismicité très faible.

### Hydrographie

#### Réseau hydrographique

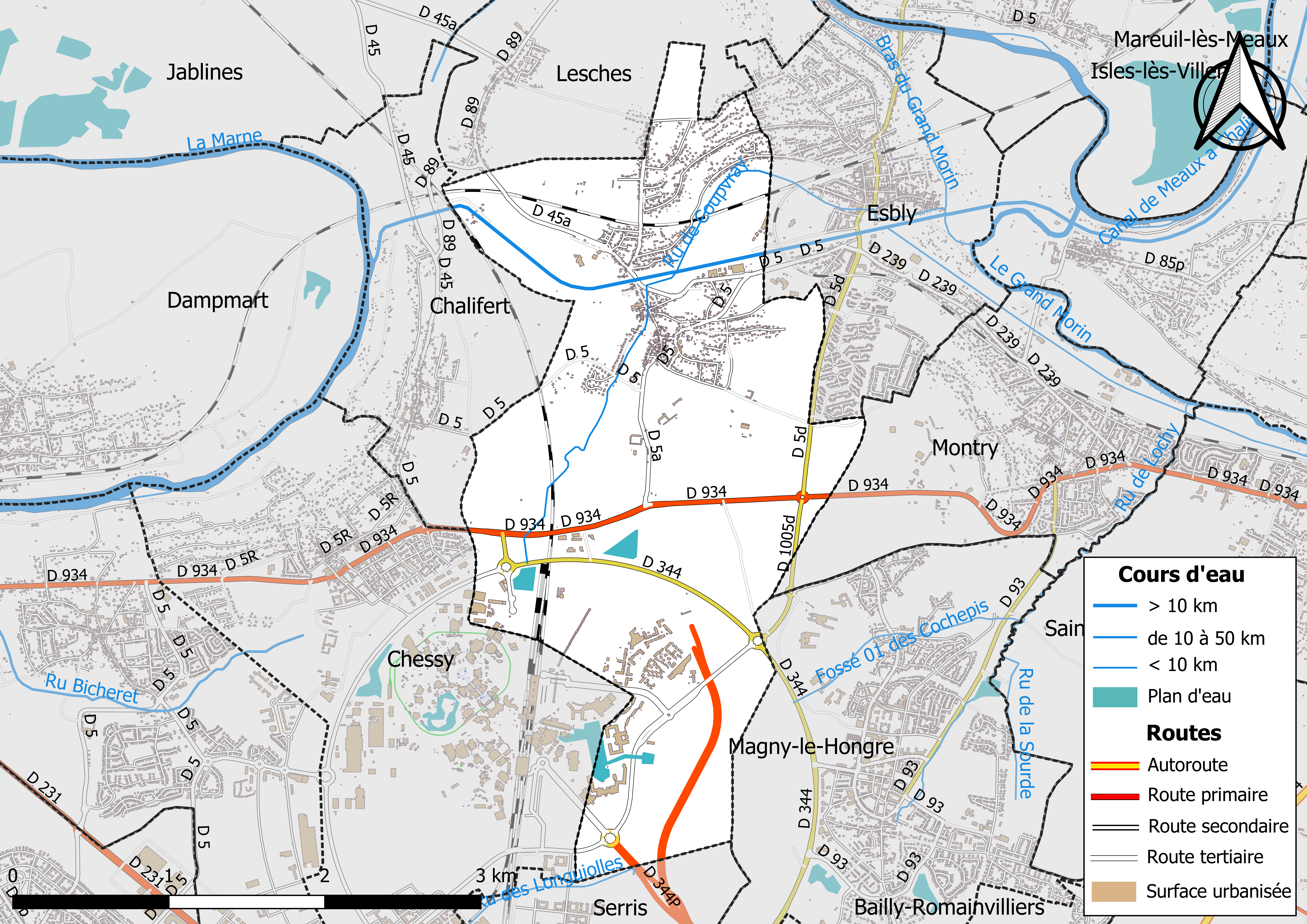
Carte des réseaux hydrographique et routier de Coupvray.

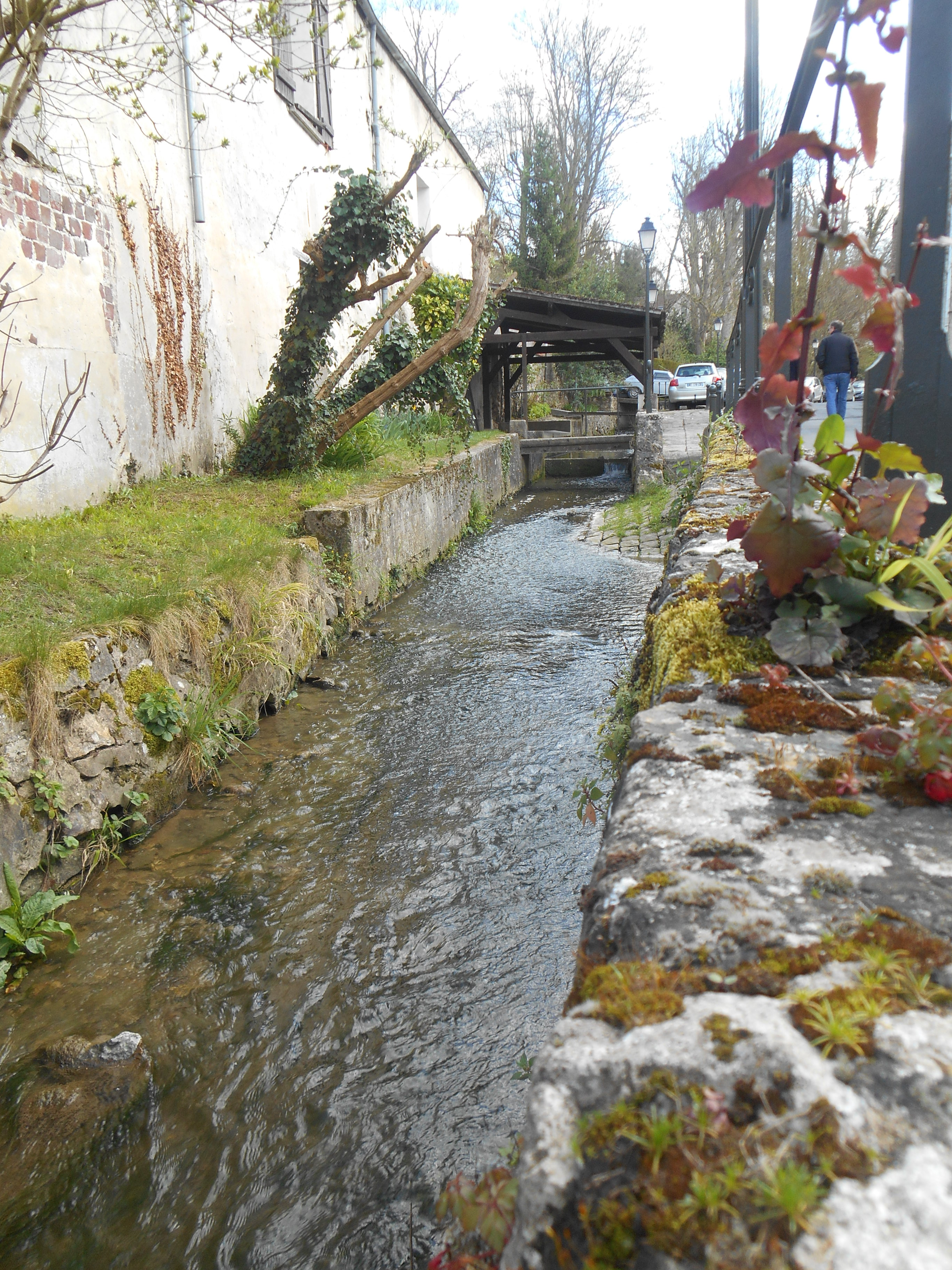
Ruisseau à Coupvray.

Le réseau hydrographique de la commune se compose de deux cours d'eau référencés :
- le canal de Meaux à Chalifert, long de 12,6 km[2] ;
- le ru de Coupvray[Note 1] ou ru des pendants[3], long de 4,6 km[4].

La longueur totale des cours d'eau sur la commune est de 8,56 km.
Son territoire est également traversé par l'aqueduc de la Dhuis.

#### Gestion des cours d'eau
Afin d’atteindre le bon état des eaux imposé par la Directive-cadre sur l'eau du 23 octobre 2000, plusieurs outils de gestion intégrée s’articulent à différentes échelles : le SDAGE, à l’échelle du bassin hydrographique, et le SAGE, à l’échelle locale. Ce dernier fixe les objectifs généraux d’utilisation, de mise en valeur et de protection quantitative et qualitative des ressources en eau superficielle et souterraine. Le département de Seine-et-Marne est couvert par six SAGE, au sein du bassin Seine-Normandie.
La commune fait partie du SAGE « Petit et Grand Morin », approuvé le 21 octobre 2016. Le territoire de ce SAGE comprend les bassins du Petit Morin (630 km2) et du Grand Morin (1 185 km2). Le pilotage et l’animation du SAGE sont assurés par le syndicat Mixte d'Aménagement et de Gestion des Eaux (SMAGE) des 2 Morin, qualifié de « structure porteuse ».

### Climat
Pour des articles plus généraux, voir Climat de l'Île-de-France et Climat de Seine-et-Marne.
En 2010, le climat de la commune est de type climat océanique dégradé des plaines du Centre et du Nord, selon une étude du CNRS s'appuyant sur une série de données couvrant la période 1971-2000. En 2020, Météo-France publie une typologie des climats de la France métropolitaine dans laquelle la commune est exposée à un climat océanique altéré et est dans la région climatique Nord-est du bassin Parisien, caractérisée par un ensoleillement médiocre, une pluviométrie moyenne régulièrement répartie au cours de l’année et un hiver froid (3 °C).
Pour la période 1971-2000, la température annuelle moyenne est de 11,3 °C, avec une amplitude thermique annuelle de 15 °C. Le cumul annuel moyen de précipitations est de 729 mm, avec 11,2 jours de précipitations en janvier et 8 jours en juillet. Pour la période 1991-2020, la température moyenne annuelle observée sur la station météorologique la plus proche, située sur la commune de Torcy à 11 km à vol d'oiseau, est de 12,1 °C et le cumul annuel moyen de précipitations est de 716,4 mm,. Pour l'avenir, les paramètres climatiques de la commune estimés pour 2050 selon différents scénarios d'émission de gaz à effet de serre sont consultables sur un site dédié publié par Météo-France en novembre 2022.

### Milieux naturels et biodiversité
L’inventaire des zones naturelles d'intérêt écologique, faunistique et floristique (ZNIEFF) a pour objectif de réaliser une couverture des zones les plus intéressantes sur le plan écologique, essentiellement dans la perspective d’améliorer la connaissance du patrimoine naturel national et de fournir aux différents décideurs un outil d’aide à la prise en compte de l’environnement dans l’aménagement du territoire.
Le territoire communal de Coupvray comprend deux ZNIEFF de type 1,, 
« Les Prés » (17,94 ha), couvrant 2 communes du département ;
et les « prés humides de Coupvray » (17,62 ha), couvrant 2 communes du département
et une ZNIEFF de type 2,, 
la « vallée de la Marne de Coupvray à Pomponne » (3 619,57 ha), couvrant 17 communes du département.

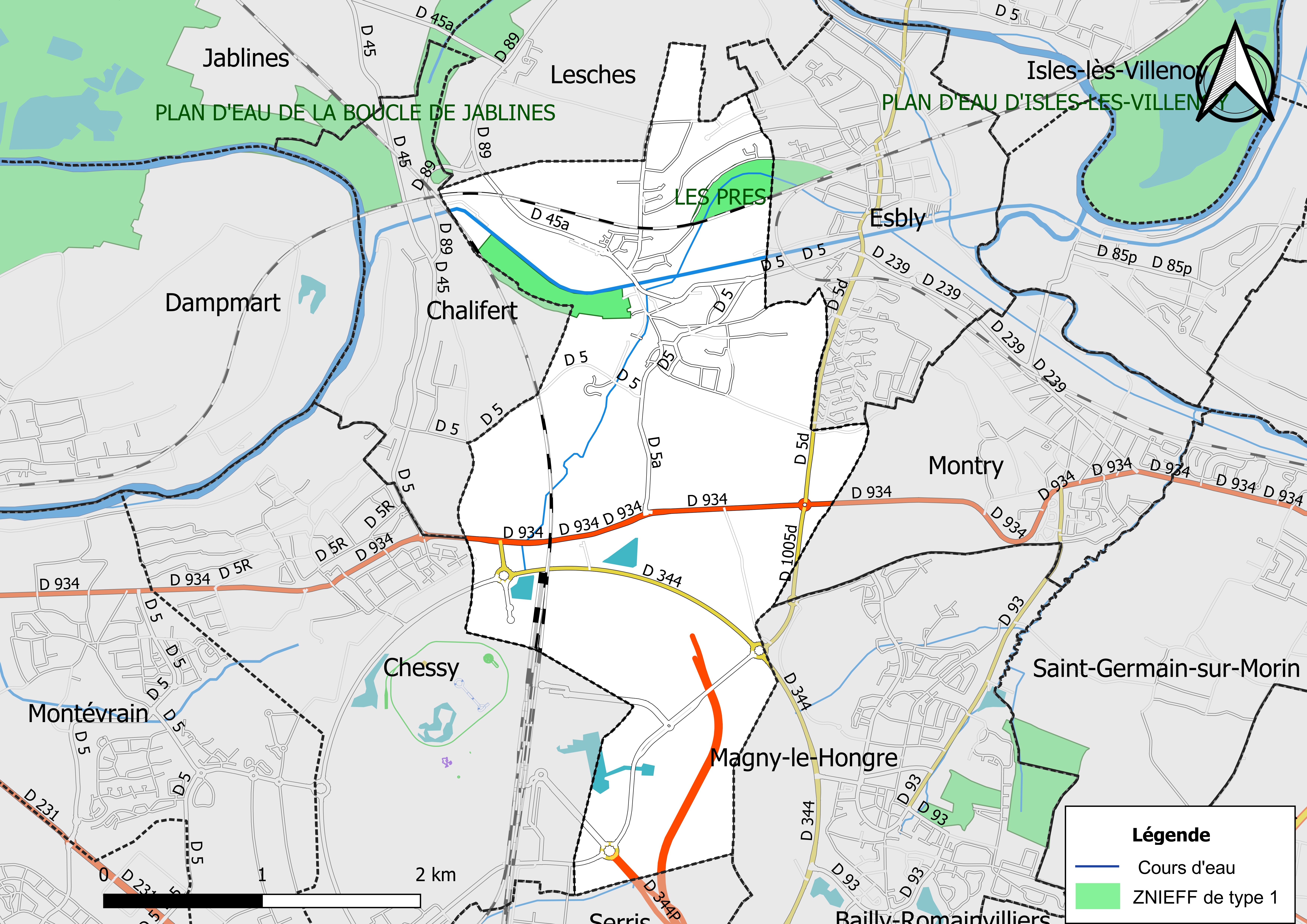
Carte des ZNIEFF de type 1 de la commune.
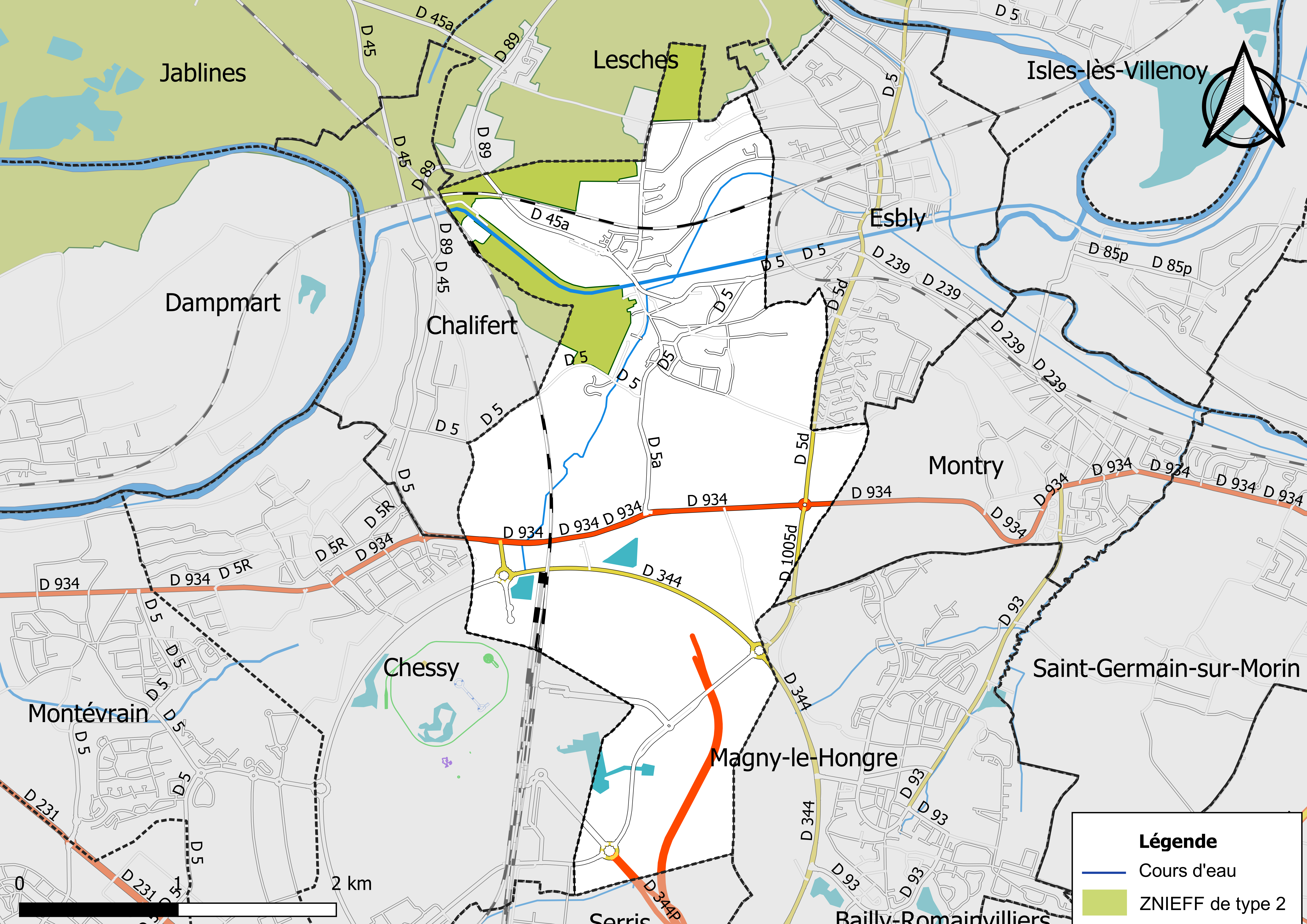
Carte des ZNIEFF de type 2 de la commune.

## Urbanisme

### Typologie
Au 1er janvier 2024, Coupvray est catégorisée centre urbain intermédiaire, selon la nouvelle grille communale de densité à sept niveaux définie par l'Insee en 2022.
Elle appartient à l'unité urbaine de Bailly-Romainvilliers, une agglomération intra-départementale regroupant quatorze  communes, dont elle est une commune de la banlieue,,. Par ailleurs la commune fait partie de l'aire d'attraction de Paris, dont elle est une commune de la couronne,. Cette aire regroupe 1 929 communes,.

### Occupation des sols
L'occupation des sols de la commune, telle qu'elle ressort de la base de données européenne d’occupation biophysique des sols Corine Land Cover (CLC), est marquée par l'importance des territoires agricoles (47,6 % en 2018), en augmentation par rapport à 1990 (41,8 %). La répartition détaillée en 2018 est la suivante : 
terres arables (30,7% ), espaces verts artificialisés, non agricoles (25,8% ), zones urbanisées (17,1% ), zones agricoles hétérogènes (9,4% ), forêts (8,3% ), prairies (7,5% ), zones industrielles ou commerciales et réseaux de communication (1,2 %).
Parallèlement, L'Institut Paris Région, agence d'urbanisme de la région Île-de-France, a mis en place un inventaire numérique de l'occupation du sol de l'Île-de-France, dénommé le MOS (Mode d'occupation du sol), actualisé régulièrement depuis sa première édition en 1982. Réalisé à partir de photos aériennes, le Mos distingue les espaces naturels, agricoles et forestiers mais aussi les espaces urbains (habitat, infrastructures, équipements, activités économiques, etc.) selon une classification pouvant aller jusqu'à 81 postes, différente de celle de Corine Land Cover,,. L'Institut met également à disposition des outils permettant de visualiser par photo aérienne l'évolution de l'occupation des sols de la commune entre 1949 et 2018.

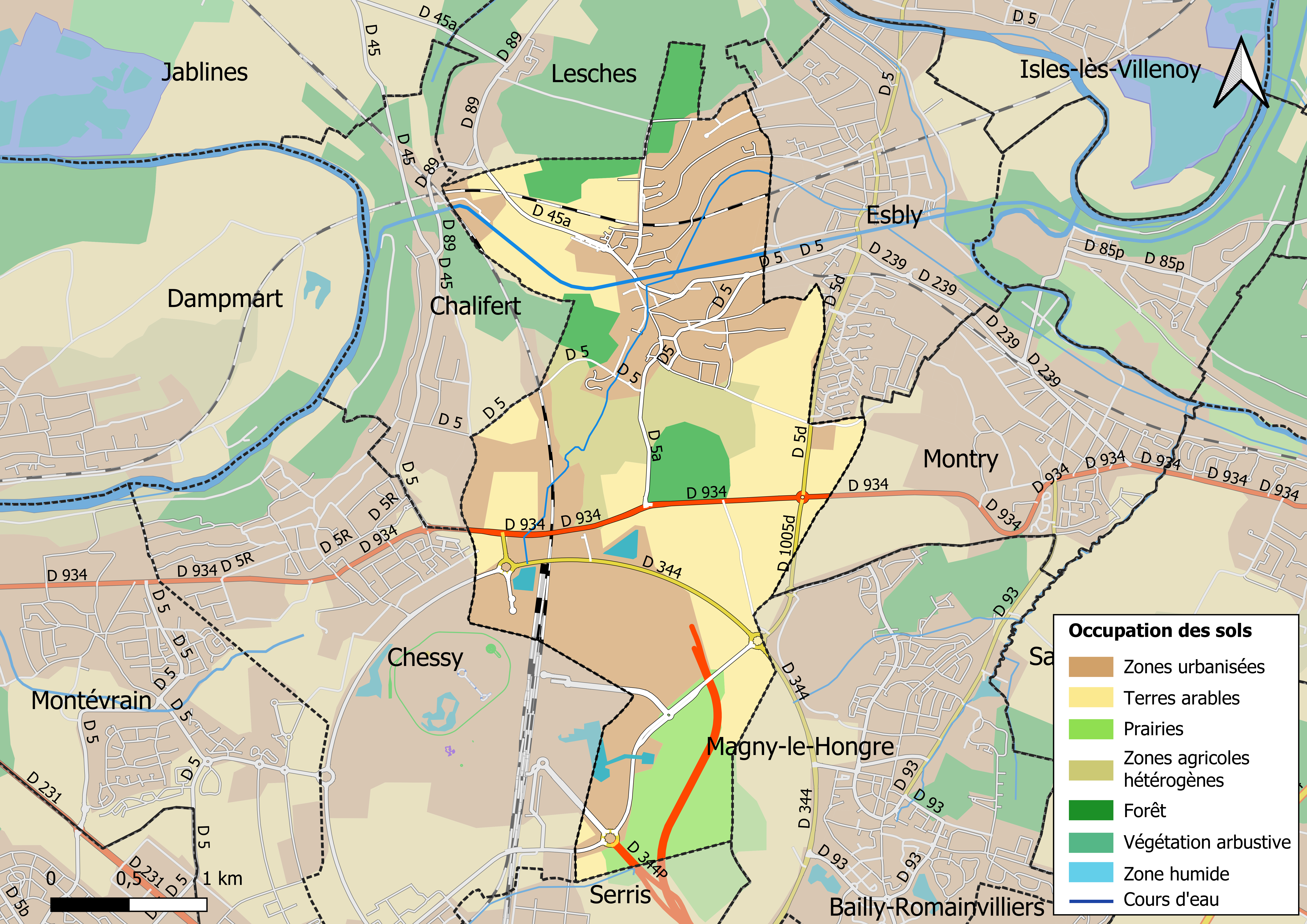
Carte des infrastructures et de l'occupation des sols en 2018 (CLC) de la commune.
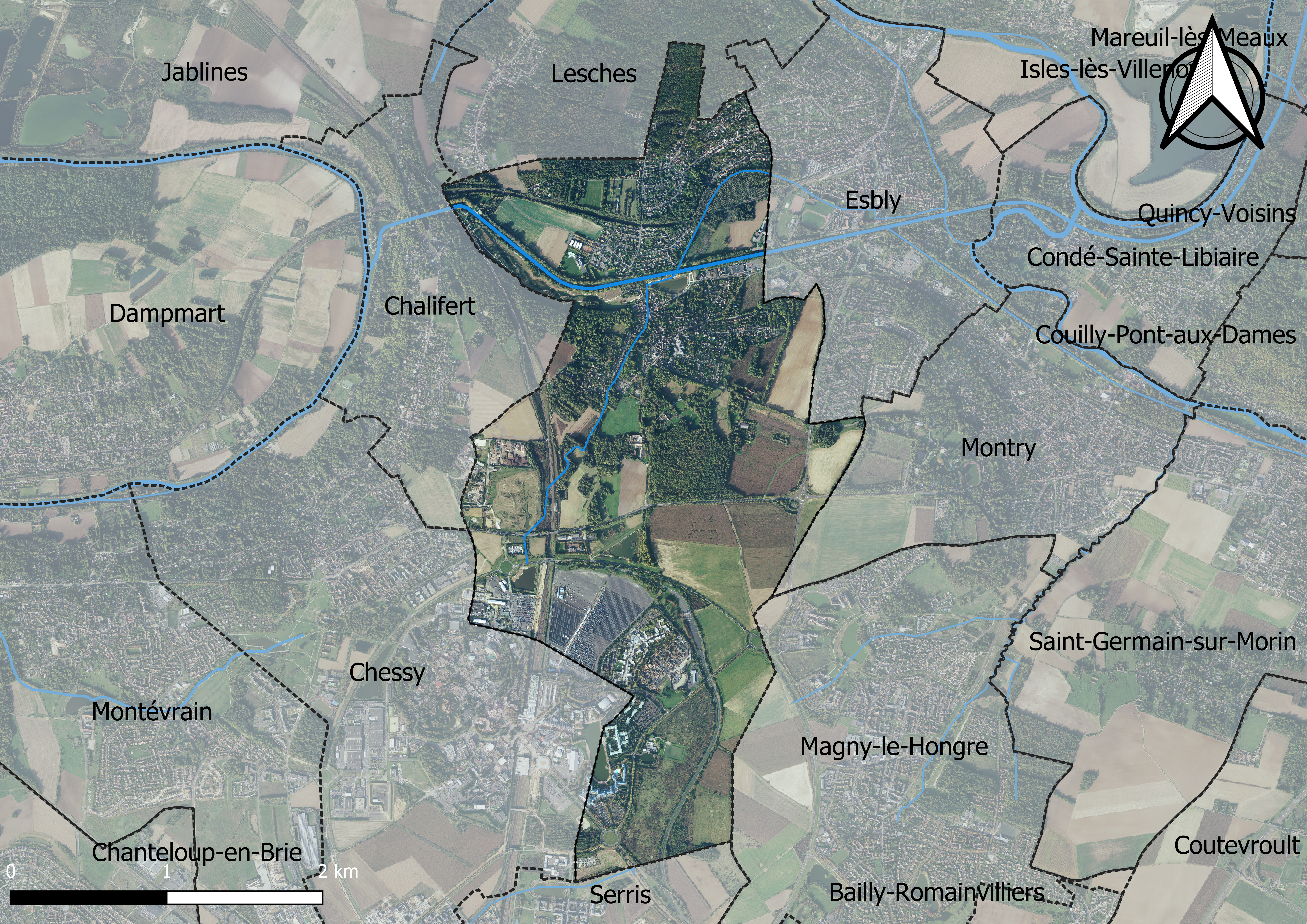
Carte orhophotogrammétrique de la commune.

### Planification
La commune disposait en 2019 d'un plan local d'urbanisme en révision. Le zonage réglementaire et le règlement associé peuvent être consultés sur le Géoportail de l'urbanisme.

### Lieux-dits et quartiers

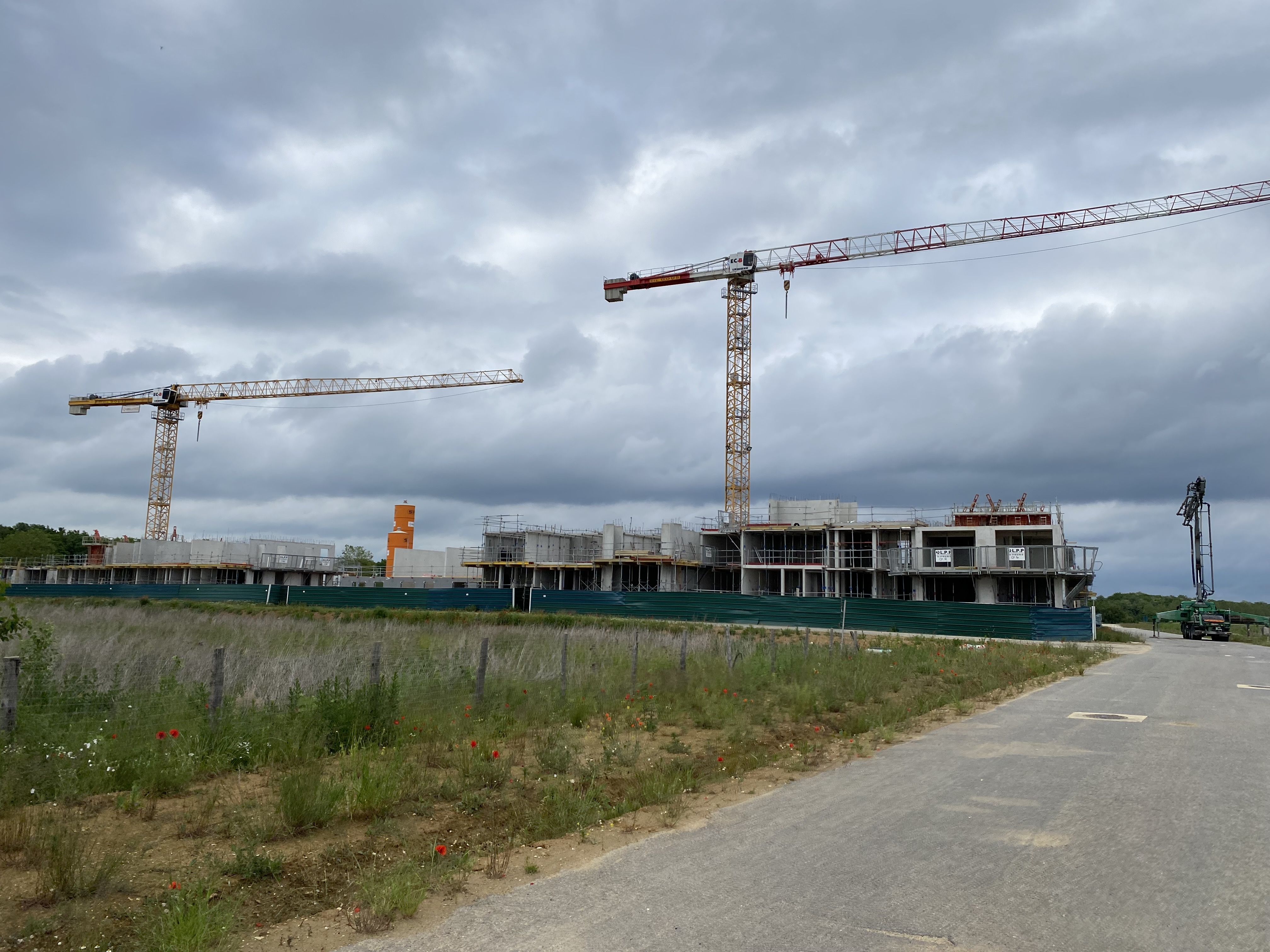
ZAC des Trois Ormes en travaux en 2021.

La commune se composera de 10 quartiers d'ici 2023 : 6 quartiers historiques et 4 nouveaux quartiers de types ZAC :

en construction. Ce sont les quartiers appelés :
- Les Molveaux
- Fontaine Fleury
- Îlot Saint-Pierre
- Bourg ancien
- Bonshommes
- Parc du Chateau
- Vignes Rouges
- Cents Arpents (en construction)
- Trois Ormes (en construction)
- Fosse Saint Etienne (en construction)

### Logement
En 2014, le nombre total de logements dans la commune était de 1 113 (dont 96,4 % de maisons et 3,4 % d’appartements).
Parmi ces logements, 92,3 % étaient des résidences principales, 1 % des résidences secondaires et 6,7 % des logements vacants.
La part des ménages propriétaires de leur résidence principale s’élevait à 90,5 %.

### Projets d'aménagements

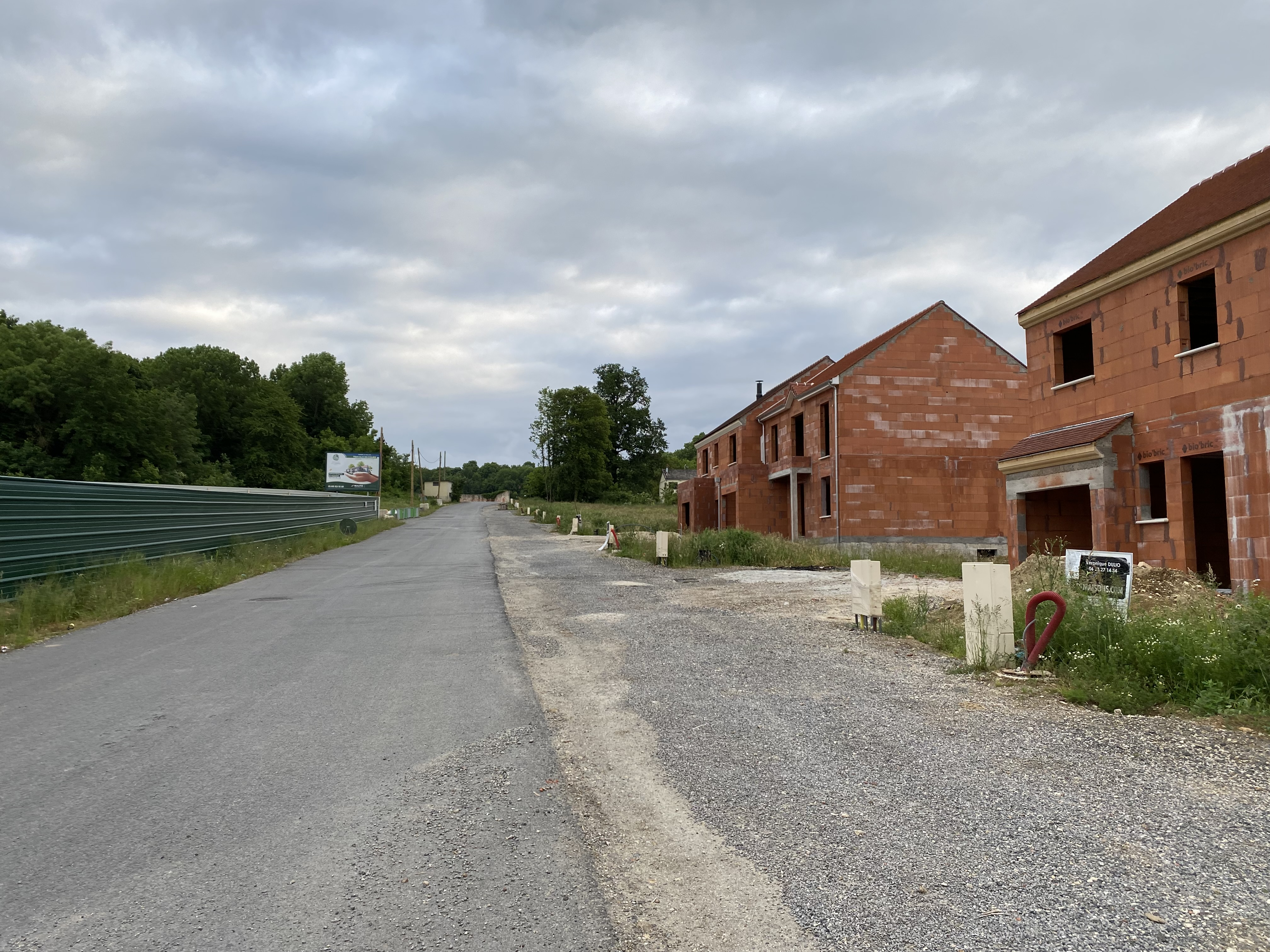
ZAC de Coupvray en travaux en juin 2021.

Quatre ZAC se situent actuellement sur le territoire de la commune : 
- Bonshommes ;
- Cent Arpents ;
- Trois Orme ;
- Fosse Saint Etienne.

Ces zones, situées pour la majorité d'entre elles au sud de la commune, seront achevées à horizon 2030.
Un port fluvial de 80 anneaux, accompagné de commerces et de services, est également à l'étude dans la commune sur le canal de Meaux à Chalifert. Ce projet se situant, pour sa part, au nord-ouest du territoire de la commune, à proximité immédiate du complexe sportif. La mise en chantier de ce projet est désormais espérée pour 2022 ou 2023.

### Voies de communication et transports

#### Voies de communication
La commune compte 133 voies, dont la RD 934 (ex RN 34) qui relie Lagny-sur-Marne à Saint-Germain-sur-Morin, la RD 5 en provenance de Chalifert et la RD 5d en provenance d'Esbly. Par ailleurs, Coupvray est aussi accessible depuis l'autoroute A4 (sortie 14 Val d'Europe : Marne-la-Vallée-Val d'Europe, Parcs Disney, Bailly-Romainvilliers, Centre Commercial Régional).

#### Transports en commun

##### Transilien
La commune est située au sud de la gare d'Esbly, sur la ligne P du Transilien, située à Esbly. La ligne effectue les liaisons entre les gares de Paris-Est et de Meaux et entre Esbly et Crécy-la-Chapelle.
Au milieu du XIXe siècle, les ingénieurs ont du dévier la ligne des chemins de fer de l'Est jusqu'à Meaux à cause des grandes infrastructures du canal de Chalifert et d'une boucle de la Marne. Cela a notamment coupé le village en deux, d'est en ouest. Aujourd'hui, les voies du Transilien P suivent le même trajet que la ligne Paris-Strasbourg. Historiquement, la gare d'Esbly est à l'origine de la ligne d'Esbly à Crécy-la-Chapelle.

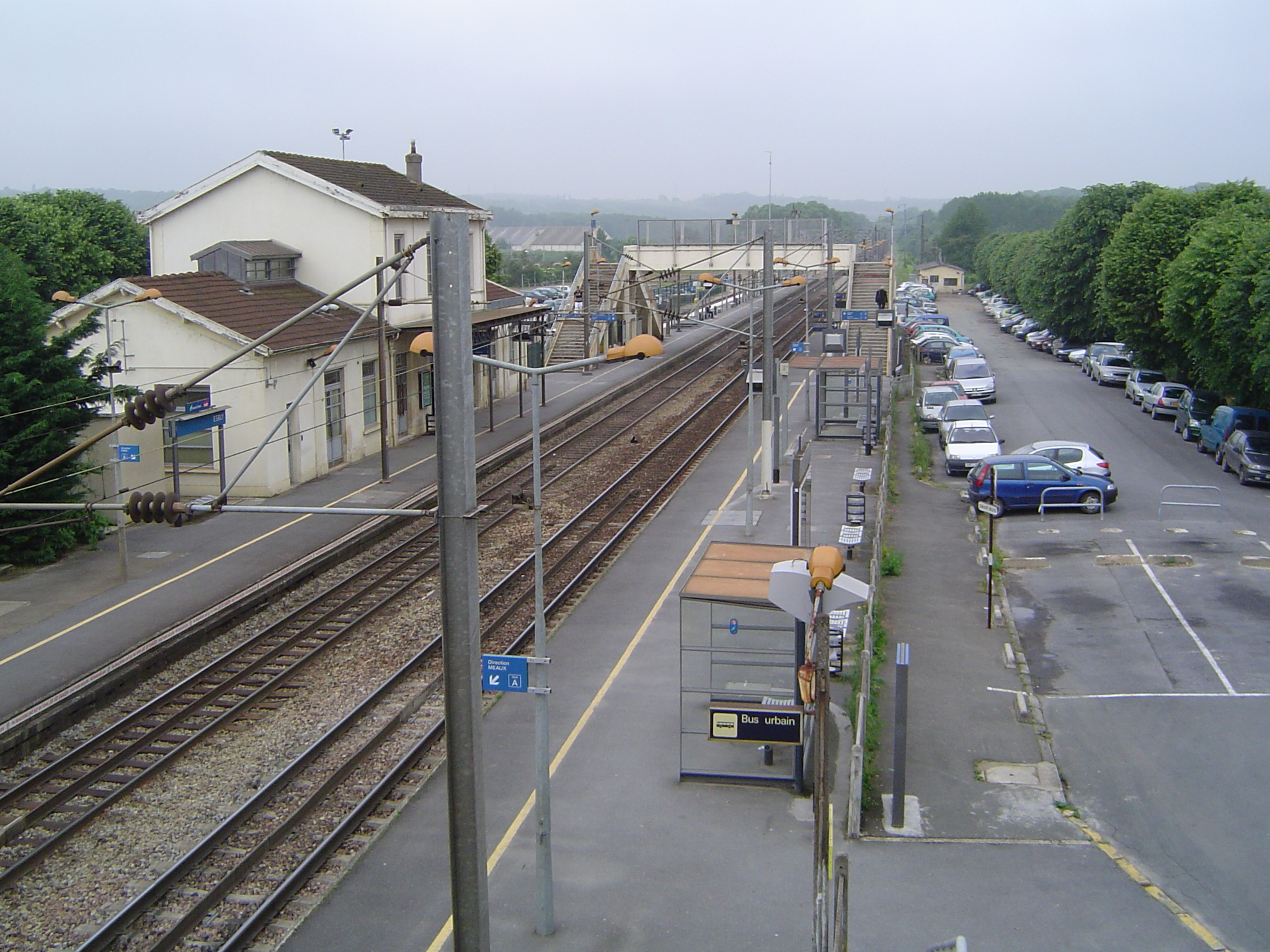
Quais de la gare d'Esbly, à 2,5 km de la mairie.
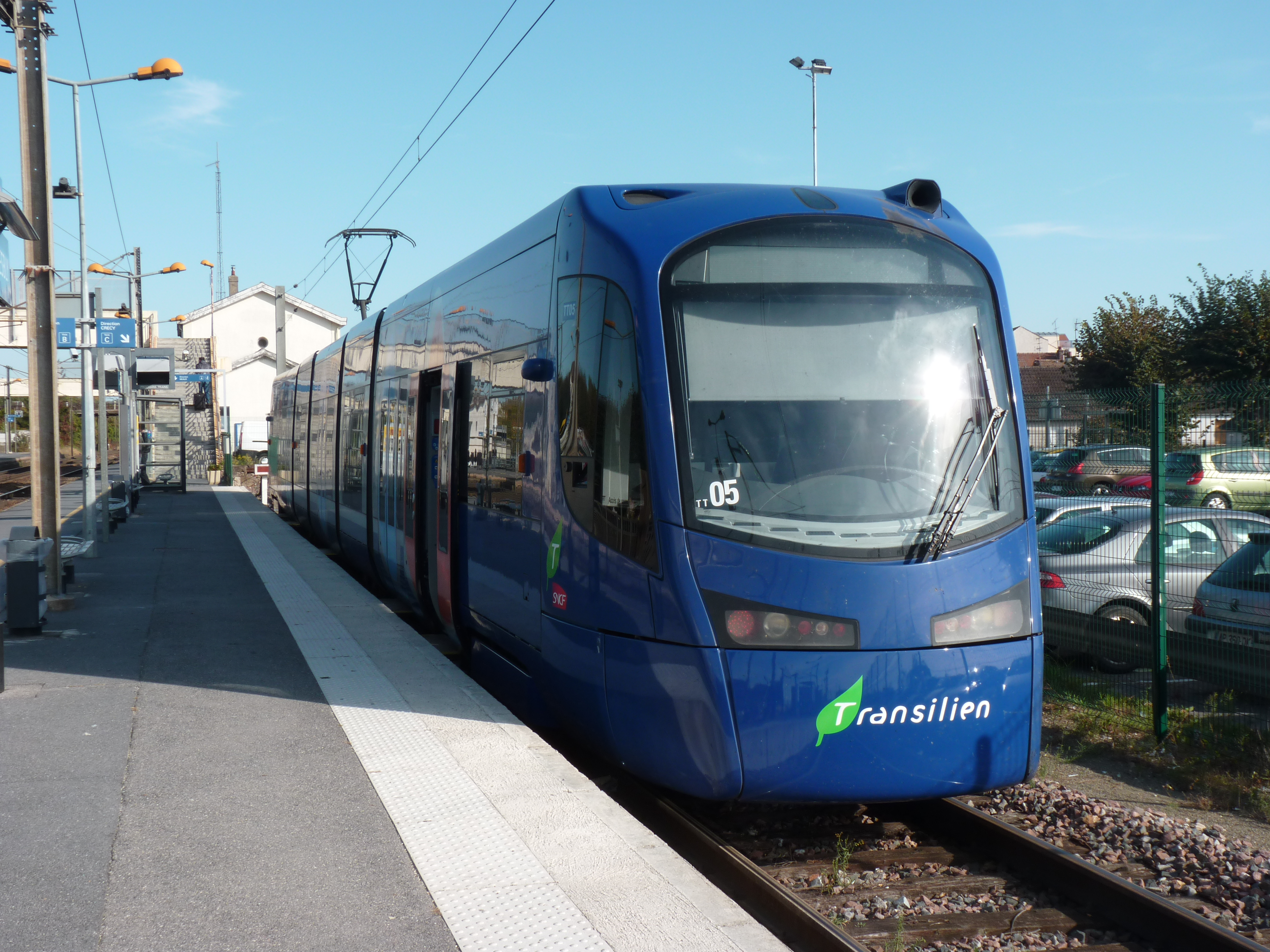
Terminus de la ligne d'Esbly à Crécy-la-Chapelle.

##### RER et TGV
La commune est située au nord de la gare de Marne-la-Vallée - Chessy (Marne-la-Vallée Chessy - Parcs Disneyland/Marne-la-Vallée Chessy TGV), sur la commune de Chessy.
La gare de Marne-la-Vallée Chessy - Parcs Disneyland est le terminus d'une des branches de la ligne A du RER depuis 1992. La ligne effectue les liaisons entre Saint-Germain-en-Laye, Cergy, La Défense ou Poissy tout en traversant Paris d'est en ouest.
Depuis 1994, la gare de Marne-la-Vallée Chessy TGV, en correspondance avec le RER A, est également reliée aux cinq lignes à grande vitesse françaises, Atlantique vers Rennes, Nantes et Bordeaux, Sud-Est vers Lyon puis Méditerranée vers Marseille et Montpellier, Nord vers Lille, Londres et Bruxelles et Est européenne vers Strasbourg. Des trains Ouigo, TGV inOui, Eurostar et Thalys partent de cette gare.

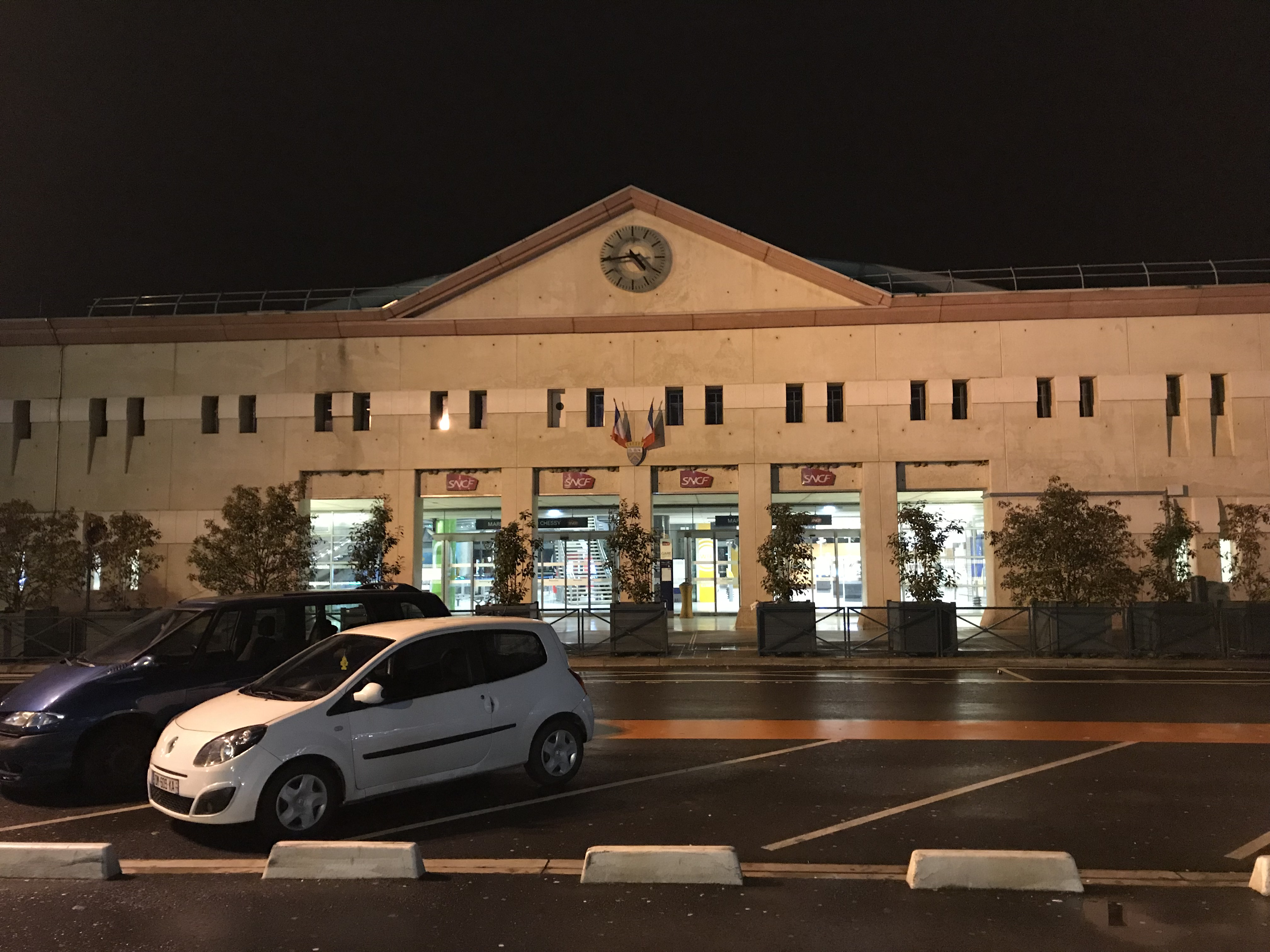
Gare de Marne-la-Vallée - Chessy, à 5 km de la mairie.
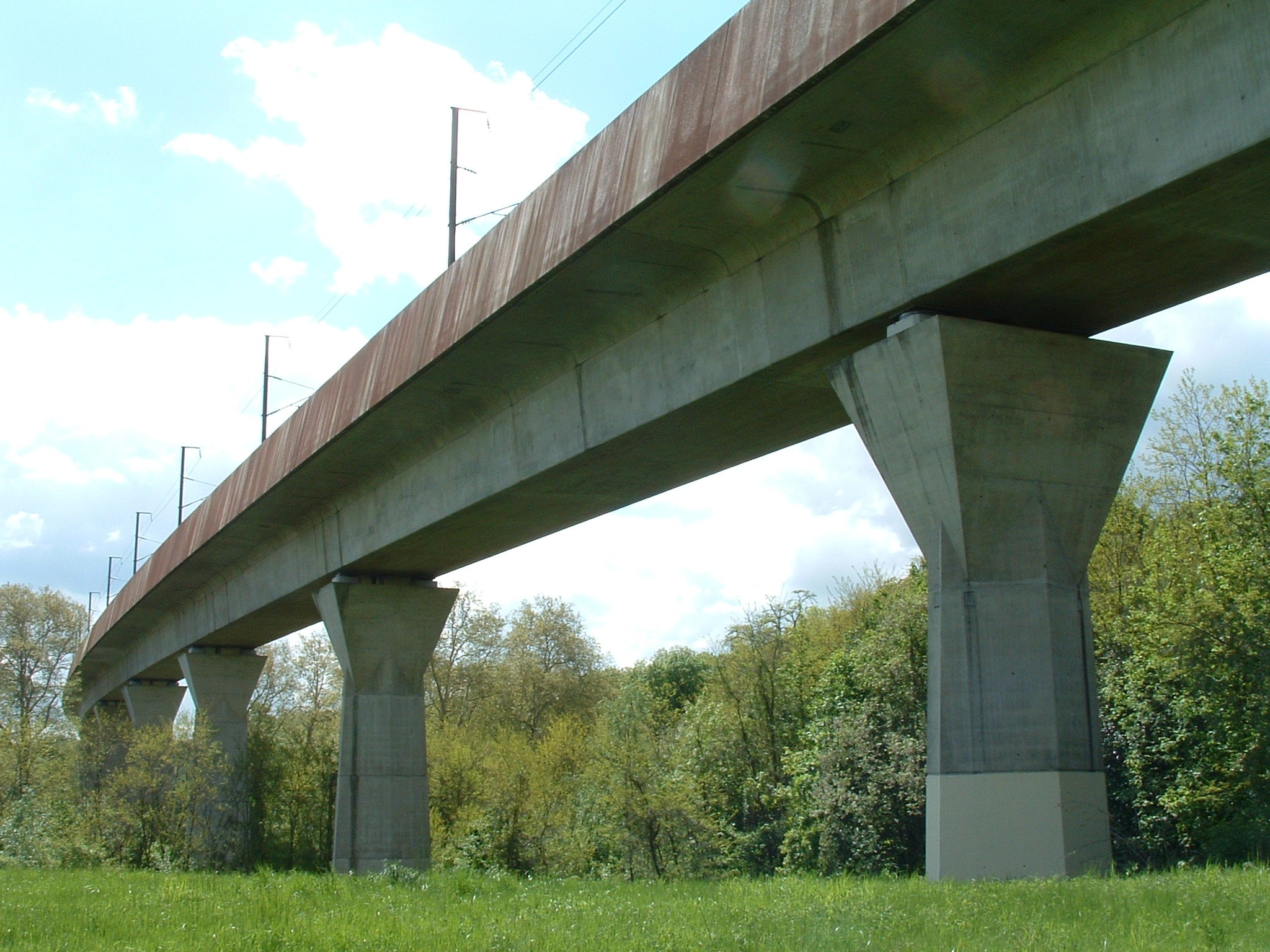
Viaduc de Chalifert.

##### Transports de surface
La commune est desservie par de nombreuses lignes de bus, notamment de par sa proximité immédiate à la gare de Marne-la-Vallée - Chessy. Il y circule les lignes :
- 2223, 2231, 2233, 2234, 2235, 2260, 2261, 2262, 2263, 2264 et le bus de soirée Val d'Europe et le service de transport à la demande du réseau de bus de Marne-la-Vallée ;
- 19 du réseau de bus Meaux et Ourcq ;
- 59 du réseau de bus Brie et 2 Morin ;
- N141 du Noctilien en gares d'Esbly.

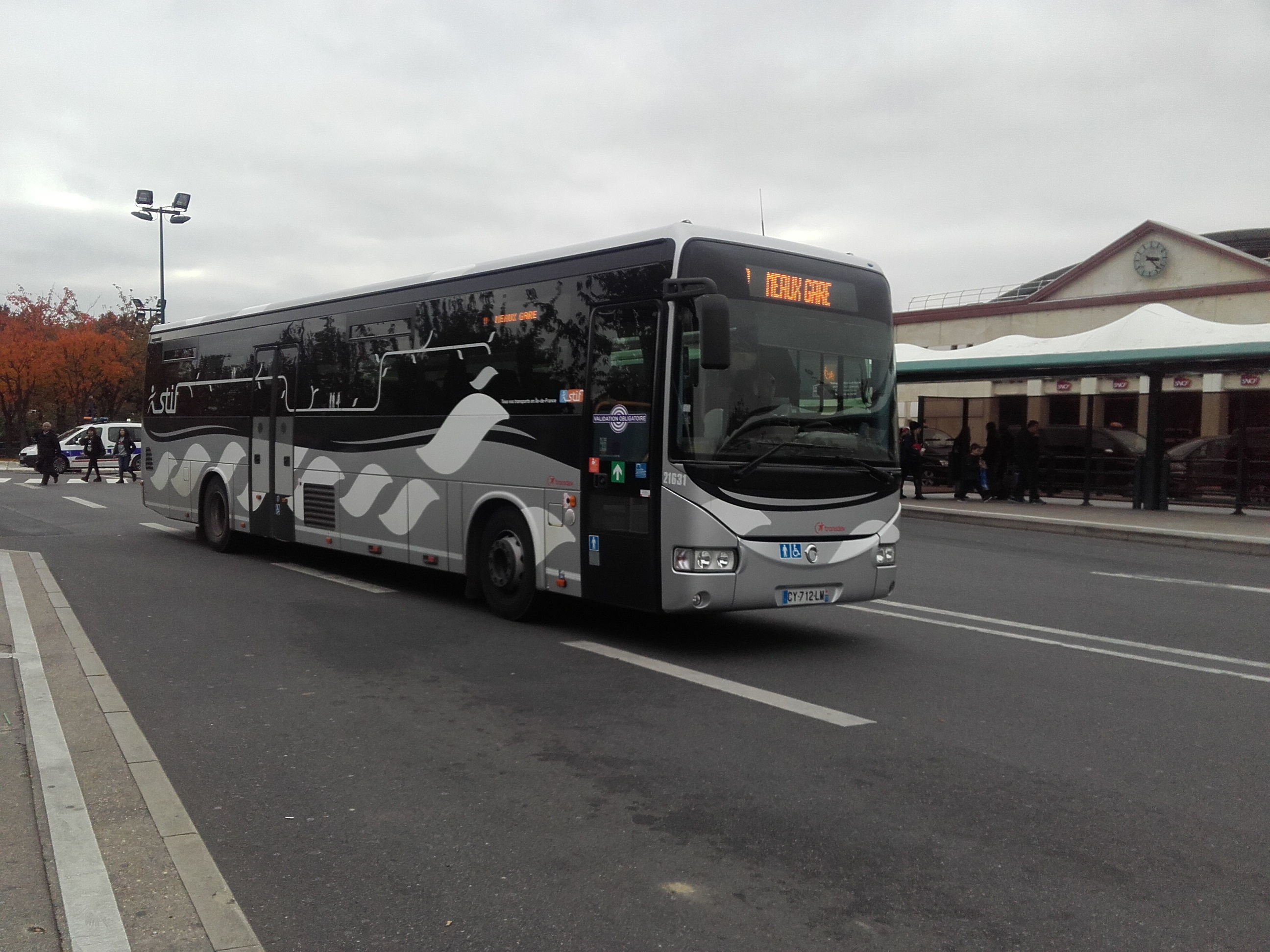
Ligne 19 de l'ancien réseau de bus du Grand Morin.
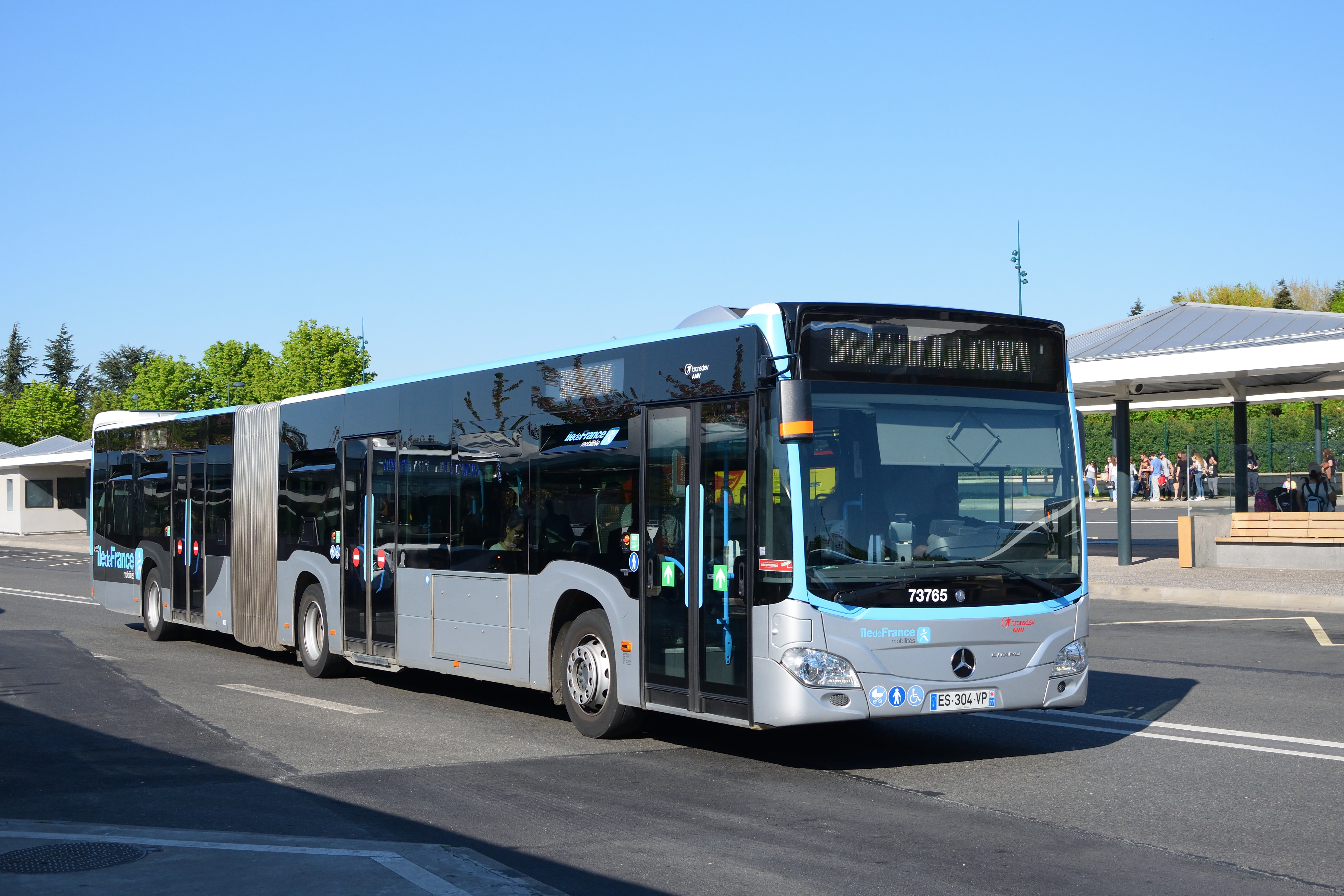
Ligne 34 du réseau de bus de réseau de bus de Marne-la-Vallée
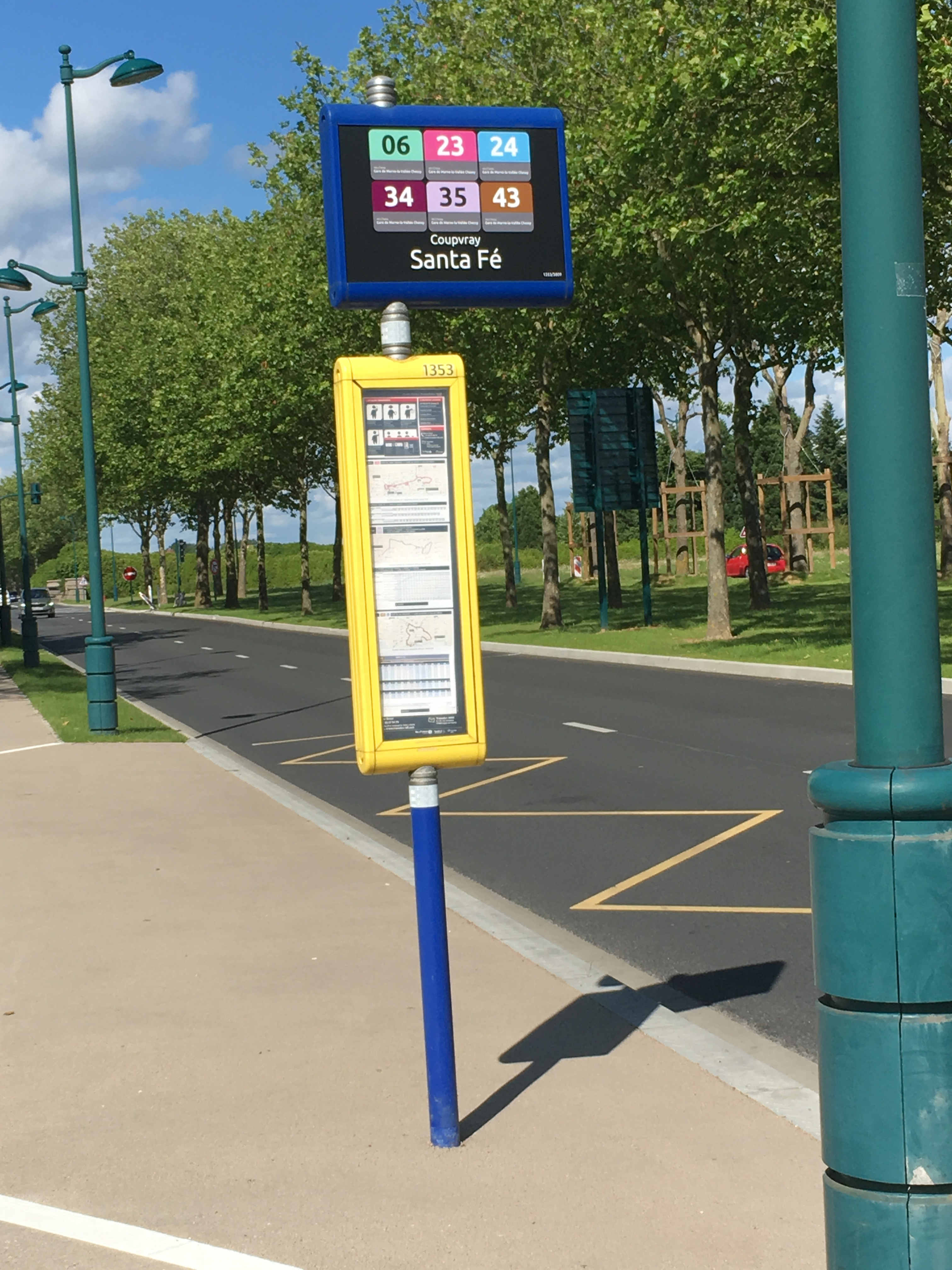
Arrêt de bus Santa Fé à Coupvray.

##### Projets

###### Bus EVE (TCSP Esbly-Val d’Europe)
À terme, la commune sera desservie par la ligne de Bus EVE en TCSP (de type Bus à haut niveau de service, qui reliera la Gare d'Esbly au Centre hospitalier de Marne-la-Vallée en passant par les gares de Marne-la-Vallée - Chessy et de Val d'Europe. Elle desservira les communes d'Esbly, de Coupvray, de Chessy, de Montry, de Magny-le-Hongre, de Montévrain, de Serris et de Jossigny.
Le 11 février 2021, a été approuver le schéma de principe ainsi que le dossier d'enquête publique.
La mise en travaux puis en service est prévue pour 2026/2027.

## Toponymie
Le nom de la localité est mentionné sous les formes Curtis Prothasii au IXe siècle ; Ecclesia de Curte Prothasii en 1136 ; Coupevretum en 1353 ; Comperray en 1615 ; Coupvré en 1714 ;  Coupevray en 1770,.
Le nom de la ville de Coupvray vient du latin curtis, le domaine et de l’anthroponyme Prothasius. Protais fut un nom de baptême courant dérivé du grec Prôtos (premier). À l'école normale d'instituteurs de Melun, les élèves de première année étaient appelés les « protos ».

## Histoire

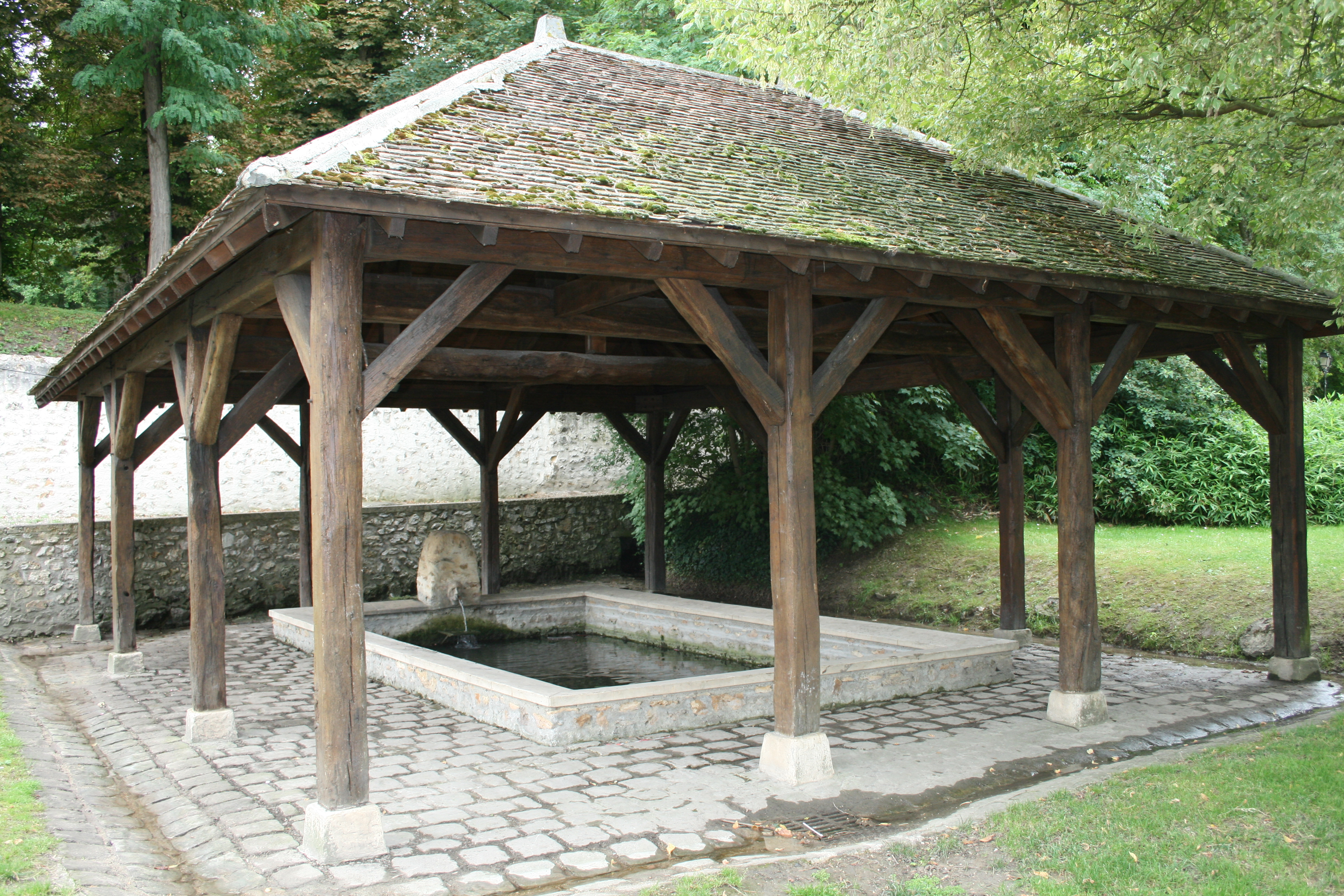
Lavoir de Coupvray.

De multiples études et recherches ont été réalisées sur le village, rarement publiées. Sont connus les écrits vers 1880 de l'instituteur Darche également secrétaire de mairie, les écrits de Jean Roblin, qui a fait beaucoup dans les années 1950-1970 pour la maison Louis Braille et le village, les expositions de l'association « La Grangée de l'histoire » qui étudie et inventorie le patrimoine historique, artistique et coutumier des communes du Val d’Europe et environs créée à Coupvray par une habitante historienne dans les années 1990, et par l'atelier d'histoire de l'association Renaissance et Culture.

### Naissance du bourg rural et développement du château

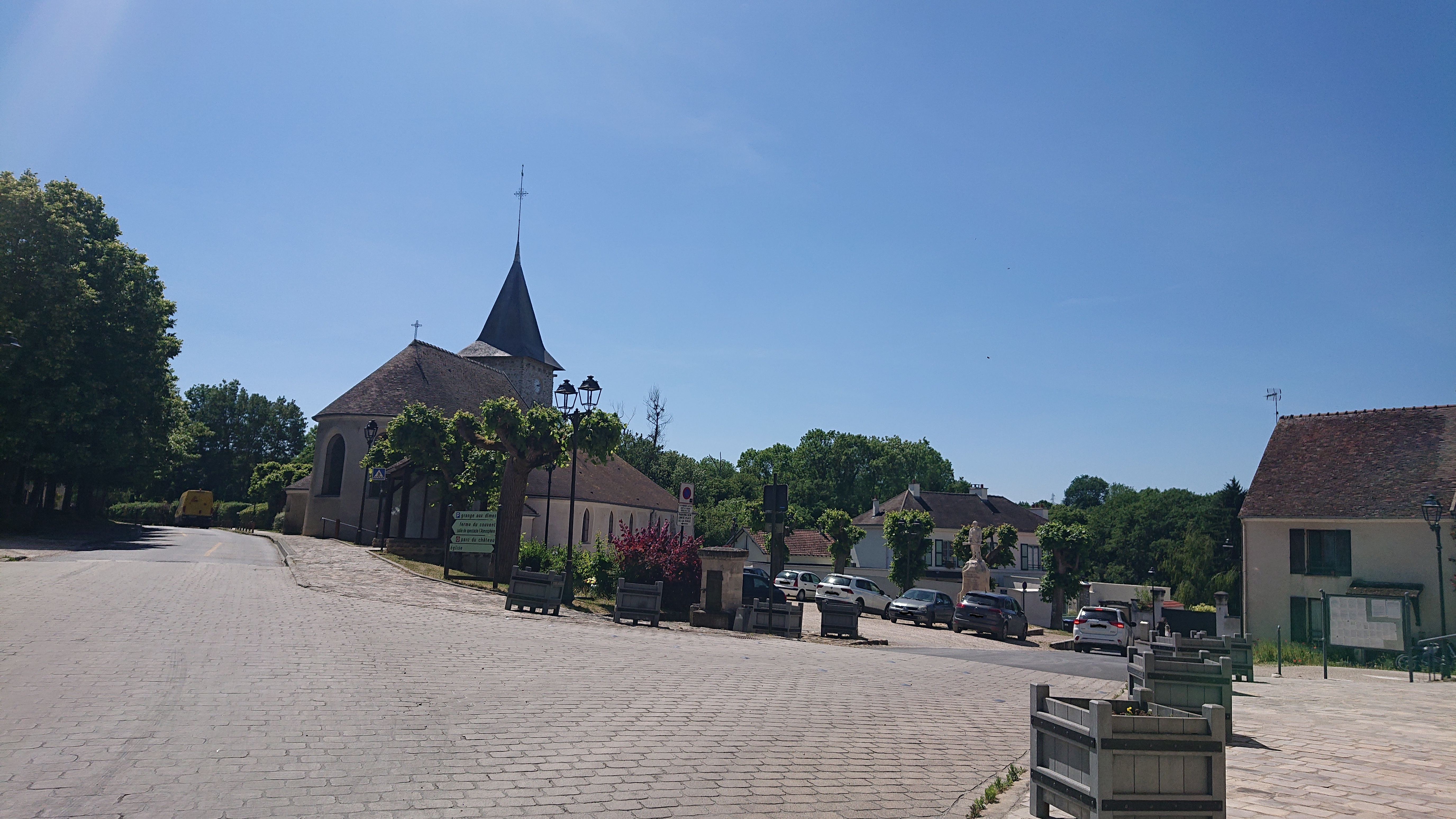
Place de l'église Saint-Pierre dans le bourg.

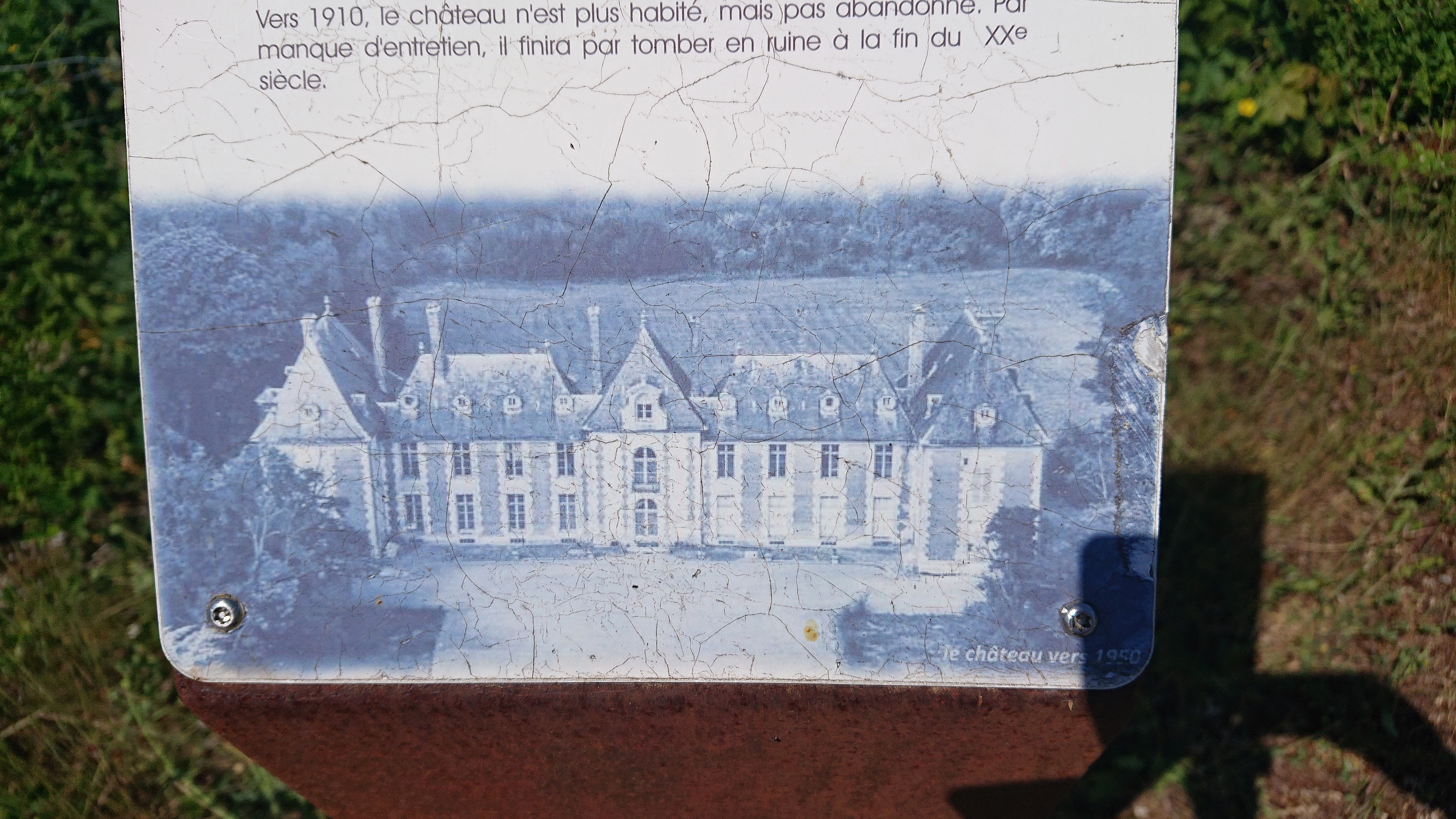
Le château en 1950

On retrouve aux origines de la commune la présence d'une villa gallo-romaine, située à l'emplacement de l'actuel Parc des Sports, ainsi que des traces d’habitations du Haut Moyen Âge sur le plateau.
Un menhir, l'Armoire de Condé-Sainte-Libiaire est aujourd'hui toujours présent sur la commune. Il date probablement de la période du Néolithique.
Le village semble avoir été créé à partir de 2 hameaux, dont l’un se situait dans la vallée à l’intersection de 2 grands itinéraires : 
- Meaux - Ferrières-en-Brie, venant d'Esbly et se dirigeant vers Chalifert par le chemin du Château gaillard.
- Senlis - Melun, arrivant du Chemin du Pont de Try et grimpant sur le plateau par le chemin du Tertre (touarte en patois briard)

Ces 2 grands itinéraires se croisaient au passage du ru de Coupvray, à l’origine un gué, puis un pont. Un château fort (gaillard) devait surveiller ce délicat passage du haut de sa motte située derrière l’actuel musée Louis Braille. Le village dépendait alors du Comte de Champagne.
Henri III de Lenoncourt, noble de lorraine, rachète la totalité de la seigneurie de Coupvray en 1571, mais les guerres de religion l’éloignent de sa seigneurie. Coupvray se trouvera pris dans cette tourmente et sera profondément ravagé et l’église quasiment détruite. La baronnie de Coupvray est transmise successivement de père en fils aîné dans la famille Rohan-Guéméné mais est laissée à l'abandon. Hercule de Rohan-Montbazon y fait construire un château aux alentours de 1600.
Lors de la Révolution Française, le couvent, la grange aux dîmes, l’ancienne demeure seigneuriale, la grande ferme et la ferme des Bonshommes sont vendus comme biens nationaux.
Pendant cette période, le cimetière est déménagé et un lavoir est construit : la Fontaine des Médisances.
Après la révolution, Jean-Louis Tourteau d'Orvilliers hérite du château qu'il agrandit. Il édifie une bergerie pour élever un troupeau de moutons. Il rachète la grande ferme des Bonshommes et l’ancien couvent des Trinitaires. Il y construit une nouvelle bergerie, improprement nommée de nos jours grange aux dîmes. Il participe activement à la vie communale en étant élu maire de 1808 à 1815. Il prend en charge le jeune fils du bourrelier du village, Louis Braille, originaire de Coupvray et devenu aveugle par accident, et le fait entrer à l’Institution Royale des Jeunes Aveugles dans le 7e arrondissement de Paris.r
Le canal de Chalifert est mis en service en 1846, coupant ainsi plusieurs méandres de la Marne sur environ 12 km.
L'aqueduc de la Dhuis est implanté dans la commune entre 1863 et 1865. Il a alors pour objectif d'alimenter en eau potable l'est de l'agglomération parisienne depuis la rivière Dhuis.

### Coupvray dans la ville nouvelle

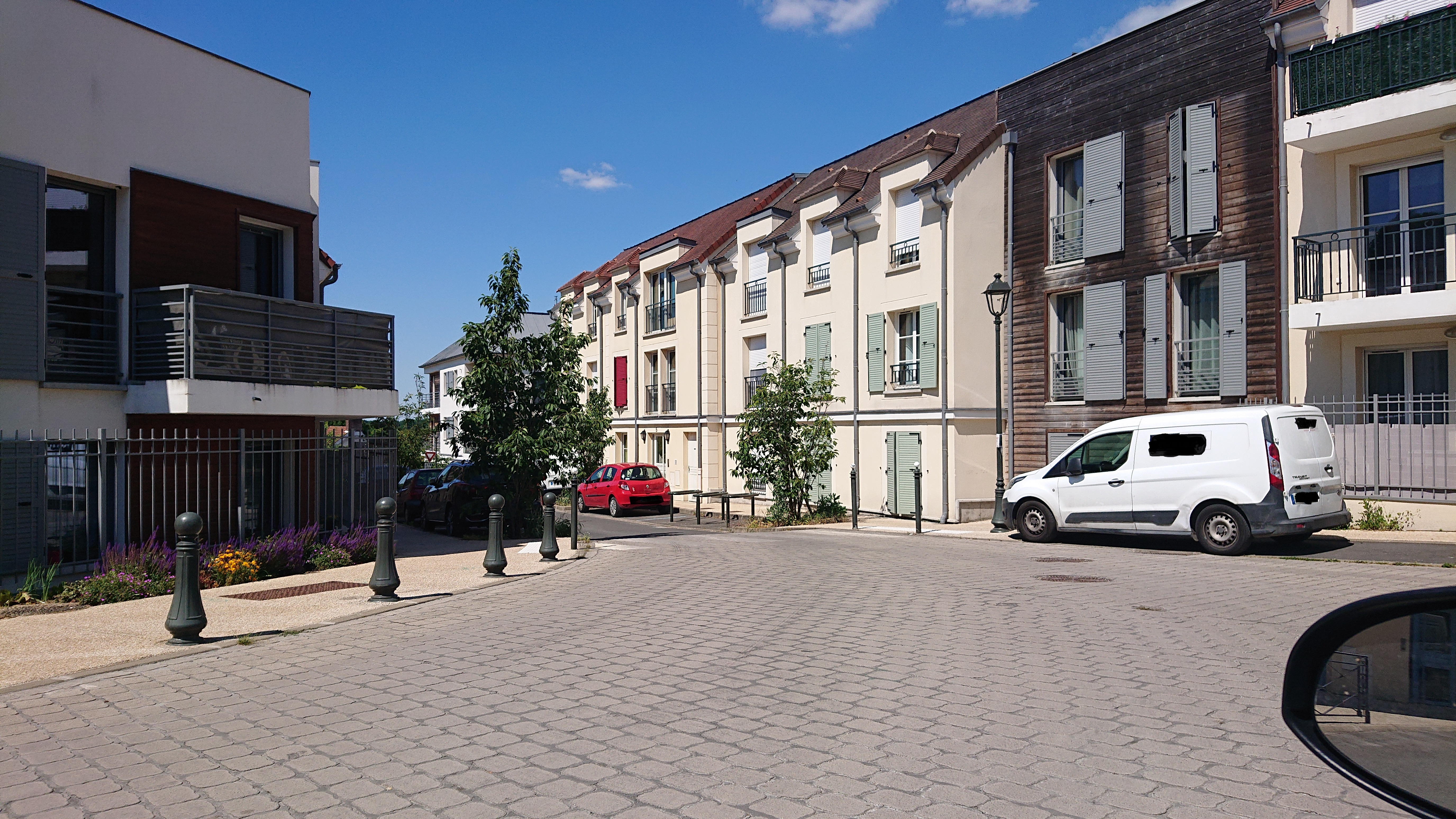
Logements récents dans le bourg de Coupvray.

Le destin de Coupvray a véritablement basculé avec la création en 1987 du secteur IV de la ville nouvelle de Marne-la-Vallée et la réalisation dans les années qui ont suivi du pôle touristique de Disneyland Paris. Passer d'un village rural au développement modéré à une ville périurbaine qui doit se construire sur 30 ans, constitue un bouleversement considérable, tant du point de vue démographique, économique, sociologique que du point de vue de l'identité et de l'image.[réf. nécessaire]
En 1992, sont implantés à l'extrémité sud-est de la commune les hôtels de Disneyland Paris, en même temps que le parc Disneyland, la zone de divertissements Disney Village et la gare de Marne-la-Vallée - Chessy, qui sont eux situés sur la commune de Chessy.
Depuis, Coupray poursuit son développement, à la fois dans le bourg avec l'implantation d'une zone commerciale à proximité du canal et d'une salle de spectacle à proximité du parc du château, ainsi que dans les ZAC localisées au sud de la commune. La commune tente de développer par ailleurs le tourisme fluvial avec la création de services portuaires le long du canal de Chalifert.
En 2016, le Syndicat d'agglomération nouvelle devient Val d'Europe Agglomération. Cette même année, le parc du château de Coupvray est ouvert au public.

## Politique et administration

### Intercommunalité
Coupvray fait partie de Val d'Europe Agglomération avec 9 autres communes.
Elle est l'une des 5 communes historiques de l'intercommunalité avec Chessy, Serris, Bailly-Romainvilliers et Magny-le-Hongre.

S'en sont rajoutées en 2018 les communes de Villeneuve-le-Comte et de Villeneuve-Saint-Denis, puis en 2020 les communes d'Esbly, de Montry et de Saint-Germain-sur-Morin.

Logo de Val d'Europe Agglomération.
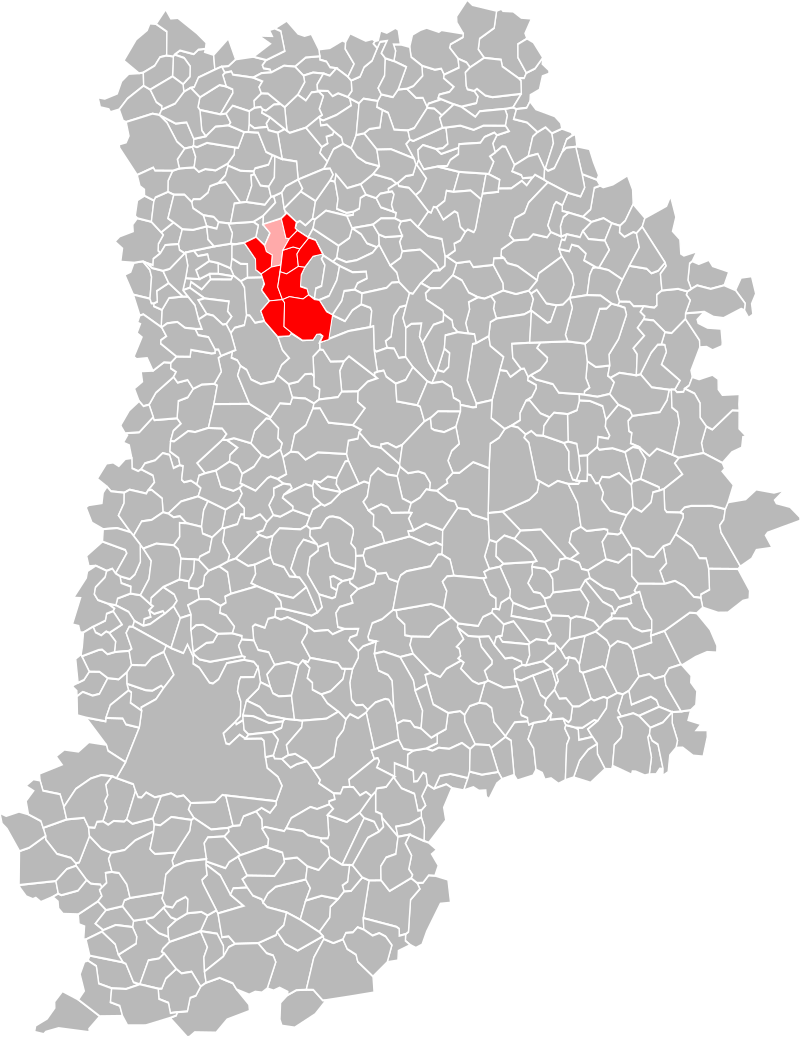
Localisation de Coupvray au sein de Val d'Europe Agglomération.

### Découpage administratif
La commune est située dans le département de Seine-et-Marne, dont la préfecture est Melun. Elle fait partie du canton de Serris depuis 2015. De 1993 à 2015, elle avait été intégrée au canton de Thorigny-sur-Marne. De plus, elle fait partie de la huitième circonscription de Seine-et-Marne.
L’organisation juridictionnelle rattache les justiciables de Coupvray au tribunal de grande instance de Meaux, au tribunal d’instance de Lagny-sur-Marne et au tribunal administratif de Melun, tous rattachés à la cour d'appel de Paris.

### Tendances politiques et résultats
Les personnalités exerçant une fonction élective dont le mandat est en cours et en lien direct avec le territoire de Coupvray sont les suivantes :
| Élection             | Territoire          | Titre                      | Nom                                         | Tendance politique |  | Début de mandat | Fin de mandat |
| -------------------- | ------------------- | -------------------------- | ------------------------------------------- | ------------------ |  | --------------- | ------------- |
| Municipales 2020     | Commune de Coupvray | Maire de Coupvray          | Thierry Cerri                               | SE                 |  | mai 2020        | mars 2026     |
| Départementales 2015 | Canton de Serris    | Conseillers départementaux | Arnaud de Belenet et Valérie Pottiez-Husson | LR                 |  | mars 2014       | mars 2021     |
| Législatives 2017    | 8e circonscription  | Député                     | Hadrien Ghomi                               | LREM               |  | 19 juin 2022    | juin 2027     |

#### Élections présidentielles
Résultats des deuxièmes tours :
- Élection présidentielle de 2012[48] : 56,57 % pour François Hollande (PS), 43,43 % pour Nicolas Sarkozy (UMP). Le taux de participation était de 86,84 %.
- Élection présidentielle de 2017[49] : 63,75 % pour Emmanuel Macron (REM), 36,25 % pour Marine Le Pen (FN). Le taux de participation était de 79,32 %.
- Élection présidentielle de 2022[50] : 59,03 % pour Emmanuel Macron (LREM), 40,97% pour Marine Le Pen (RN). Le taux de participation était de 76,92 %.

#### Élections législatives
Résultats des deuxièmes tours :
- Élections législatives de 2012[51] : 57,78 % pour Chantal Brunel (UMP), 42,22 % pour Eduardo Rihan Cypel (PS). Le taux de participation était de 60,78 %.
- Élections législatives de 2017[52] : 58,96 % pour Jean-Michel Fauvergue (LREM), 41,04 % pour Chantal Brunel (LR). Le taux de participation était de 43,30 %.
- Élections législatives de 2022[53] : 54,59 % pour Hadrien Ghomi (Ensemble), 45,41 % pour Arnaud Bonnet (NUPES). Le taux de participation était de 49,30 %.

#### Élections européennes
Résultats des deux meilleurs scores :
- Élections européennes de 2014[54] : 27,01 % pour Aymeric Chauprade (FN), 20,20 % pour Alain Lamassoure (UMP). Le taux de participation était de 48,71 %.
- Élections européennes de 2019[55] : 21,68 % pour Jordan Bardella (RN), 19,46 % pour Nathalie Loiseau (LREM). Le taux de participation était de 53,31 %.

#### Élections régionales
Résultats des deux meilleurs scores :
- Élections régionales de 2015[56] : 43,01 % pour Valérie Pécresse (UMP), 31,53 % pour Claude Bartolone (PS). Le taux de participation était de 59,98 %.
- Élections régionales de 2021[57] : 50,82 % pour Valérie Pécresse (Union de la droite), 25,27 % pour Julien Bayou (Union de la gauche). Le taux de participation était de 34,55 %.

#### Élections départementales
Résultats des deux meilleurs scores :
- Élections départementales de 2015[58] : 67,80 % pour Arnaud de Belenet et Valérie Pottiez-Husson (UMP), 32,20 % pour Georges Hurth et Irina Longuet (FN). Le taux de participation était de 49,76 %.
- Élections départementales de 2021[59] : 73,09 % pour Thierry Cerri et Anne Gbiorczyk (DVD), 26,91 % pour Aurélie Cordonnier et Eric Gérard (RN). Le taux de participation était de 29,57 %.

#### Élections municipales
Résultats des deuxièmes tours ou du premier tour si dépassement de 50 % :
- Élections municipales de 2014[60] : 56,75 % pour Thierry Cerri (DVD), 43,25 % pour Guillaume Bieth (UDI). Le taux de participation était de 65,03 %.
- Élections municipales de 2020[61] : 100,00 % pour Thierry Cerri (SE). Le taux de participation était de 31,57 %.

#### Référendums
- Référendum sur le traité de Maastricht de 1992[62] : 51,07 % pour le Oui, 48,93 % pour le Non. Le taux de participation était de 79,43 %.
- Référendum sur le traité de constitution européenne de 2005[63] : 54,03 % pour le Non, 45,97 % pour le Oui. Le taux de participation était de 75,92 %.

### Liste des maires

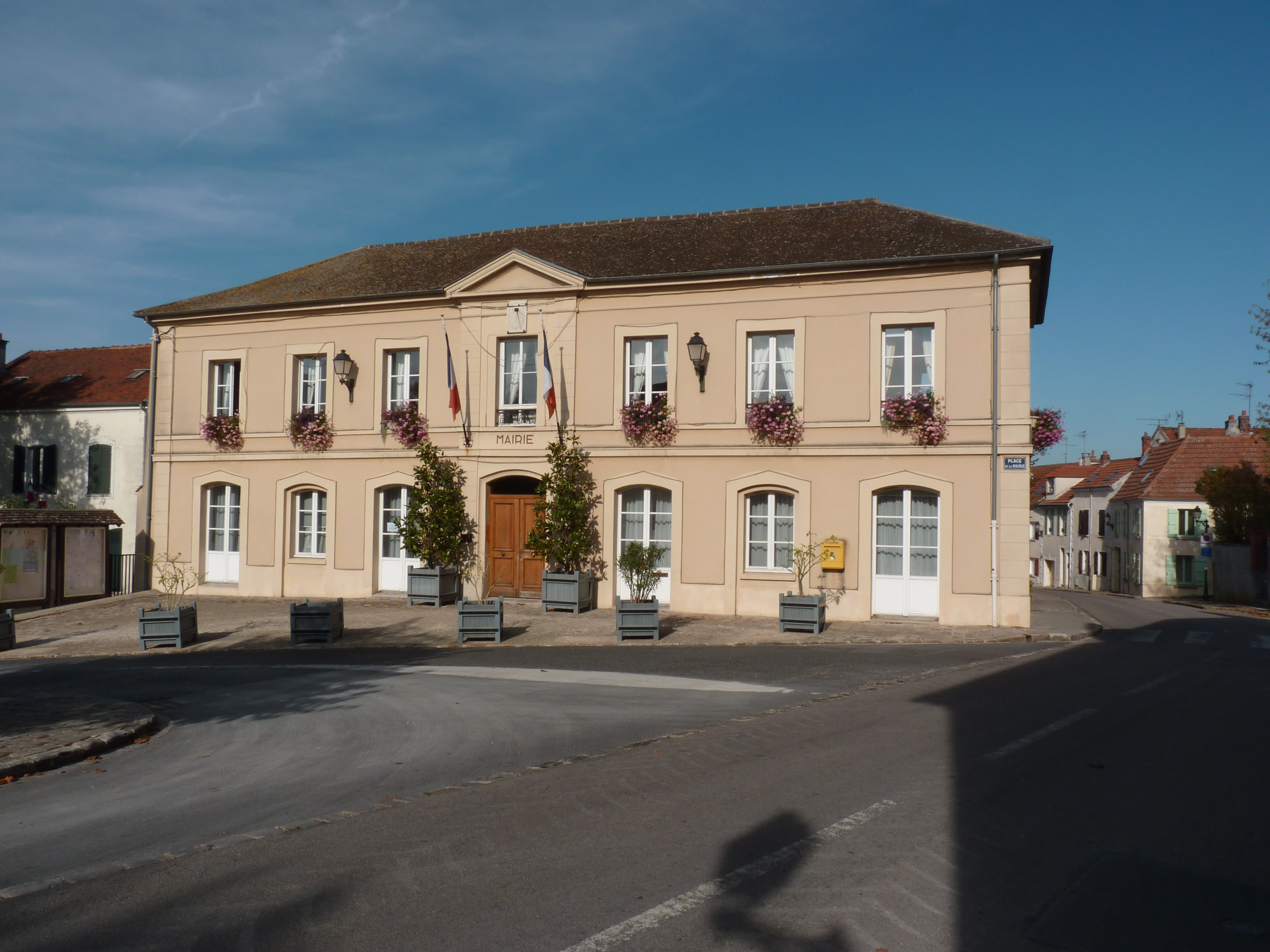
Mairie de Coupvray.

| Période                                  | Période                         | Identité                         | Étiquette    | Qualité |
| ---------------------------------------- | ------------------------------- | -------------------------------- | ------------ | --- |
| Les données manquantes sont à compléter. |                                 |                                  |              | |
| mai 1808                                 | août 1815                       | Jean-Louis Tourteau d'Orvilliers | Royaliste    | maitre des requêtes |
| Les données manquantes sont à compléter. |                                 |                                  |              | |
| mai 1896                                 | mai 1900                        | Louis Guérard                    |              | Charcutier |
| mai 1900                                 | mai 1908                        | Charles Bertrand                 |              | Notaire |
| mai 1908                                 | mai 1912                        | Emmanuel de Kerveguen            |              | Châtelain |
| mai 1912                                 | décembre 1919                   | Camille Robert                   |              | Négociant, propriétaire Adjoint au maire (1908 → 1912) |
| décembre 1919                            | mai 1924                        | Emmanuel de Kerveguen            |              | Châtelain |
| mai 1924                                 | 1932                            | Louis Bouffault                  |              | Notaire |
| 1933                                     | 1940                            | Armand Morin                     |              | Notaire Démissionnaire |
| 1940                                     | 1944                            | Charles Burlot                   |              | |
| 1947                                     | 1957                            | Pierre Monnet                    |              | Boucher |
| 1957                                     | mars 1971                       | Raymond Bayer                    |              | |
| mars 1971                                | décembre 1971                   | Pierre Blaise                    |              | Entrepreneur Démissionnaire |
| décembre 1971                            | décembre 1978 [réf. nécessaire] | Bernard Castagner                | PSU,         | Ingénieur |
| décembre 1978                            | mars 1989                       | Jacques Taberlet                 |              | Cultivateur |
| mars 1989                                | novembre 2005                   | François Bentz                   | DVD puis UMP | Chef d'entreprise Démissionnaire |
| novembre 2005                            | mars 2014                       | Martine Dogit                    | SE           | Professeure de lycée Adjointe au maire (1989 → 2005) Vice-présidente du SAN du Val-d’Europe ( → 2014)                                                                                        |
| mars 2014                                | En cours (au 29 mai 2020)       | Thierry Cerri                    | DVD          | Gérant d'un cabinet d'économie et d'étude du bâtiment Conseiller départemental de Serris (2021 → ) 1er vice-président de Val d'Europe Agglomération (2017 → ) Réélu pour le mandat 2020-2026 |

### Politique environnementale
La topologie très accidentée, le sous-sol garni d'argiles et de marnes vertes, avec des sources, rendent ingrat la sécurité de construction, après de fréquentes déclarations de catastrophes naturelles, il est convenu de préserver les zones boisées sur de grandes surfaces. Le parc du château, site classé et boisé, longtemps peu fréquenté constitue une réserve biologique naturelle. Pour l'évacuation des eaux du plateau, le coteau traversé par le rû des pendants puis le ru de Coupvray, les zones humides en fond de vallées favorisent le développement de la flore et de la faune, où plusieurs zones sont classées en zone naturelle d'intérêt écologique, faunistique et floristique (ZNIEF)

## Équipements et services

### Eau et assainissement
L’organisation de la distribution de l’eau potable, de la collecte et du traitement des eaux usées et pluviales relève des communes. La loi NOTRe de 2015 a accru le rôle des EPCI à fiscalité propre en leur transférant cette compétence. Ce transfert devait en principe être effectif au 1er janvier 2020, mais la loi Ferrand-Fesneau du 3 août 2018 a introduit la possibilité d’un report de ce transfert au 1er janvier 2026,.

#### Assainissement des eaux usées
En 2020, la gestion du service d'assainissement collectif de la commune de Coupvray est assurée par Val d'Europe Agglomération (CAVEA). Ce service est géré en délégation par une entreprise privée, dont le contrat arrive à échéance le 31 décembre 2027,,.
La station d'épuration Equalia est quant à elle gérée par le SIA de Marne-la-Vallée (SIAM) qui a délégué la gestion à une entreprise privée, VEOLIA, dont le contrat arrive à échéance le 31 décembre 2020,.
L’assainissement non collectif (ANC) désigne les installations individuelles de traitement des eaux domestiques qui ne sont pas desservies par un réseau public de collecte des eaux usées et qui doivent en conséquence traiter elles-mêmes leurs eaux usées avant de les rejeter dans le milieu naturel. Val d'Europe Agglomération (CAVEA) assure pour le compte de la commune le service public d'assainissement non collectif (SPANC), qui a pour mission de vérifier la bonne exécution des travaux de réalisation et de réhabilitation, ainsi que le bon fonctionnement et l’entretien des installations. Cette prestation est déléguée à la SAUR, dont le contrat arrive à échéance le 31 décembre 2027,.

#### Eau potable
En 2020, l'alimentation en eau potable est assurée par Val d'Europe Agglomération (CAVEA) qui en a délégué la gestion à la SAUR, dont le contrat expire le 31 décembre 2027,.

## Population et société

### Démographie
L'évolution du nombre d'habitants est connue à travers les recensements de la population effectués dans la commune depuis 1793. Pour les communes de moins de 10 000 habitants, une enquête de recensement portant sur toute la population est réalisée tous les cinq ans, les populations de référence des années intermédiaires étant quant à elles estimées par interpolation ou extrapolation. Pour la commune, le premier recensement exhaustif entrant dans le cadre du nouveau dispositif a été réalisé en 2007.

En 2022, la commune comptait 3 008 habitants, en évolution de +6,03 % par rapport à 2016 (Seine-et-Marne : +3,92 %, France hors Mayotte : +2,11 %).
| 1793 | 1800 | 1806 | 1821 | 1831 | 1836 | 1841 | 1846 | 1851 |
| ---- | ---- | ---- | ---- | ---- | ---- | ---- | ---- | ---- |
| 588  | 681  | 629  | 612  | 616  | 572  | 543  | 575  | 566  |

| 1856 | 1861 | 1866 | 1872 | 1876 | 1881 | 1886 | 1891 | 1896 |
| ---- | ---- | ---- | ---- | ---- | ---- | ---- | ---- | ---- |
| 512  | 499  | 480  | 463  | 452  | 456  | 513  | 503  | 513  |

| 1901 | 1906 | 1911 | 1921 | 1926 | 1931 | 1936 | 1946 | 1954 |
| ---- | ---- | ---- | ---- | ---- | ---- | ---- | ---- | ---- |
| 519  | 505  | 516  | 507  | 582  | 521  | 695  | 658  | 707  |

| 1962 | 1968 | 1975  | 1982  | 1990  | 1999  | 2006  | 2007  | 2012  |
| ---- | ---- | ----- | ----- | ----- | ----- | ----- | ----- | ----- |
| 680  | 769  | 1 063 | 1 416 | 2 280 | 2 713 | 2 791 | 2 790 | 2 607 |

| 2017  | 2022  | - | - | - | - | - | - | - |
| ----- | ----- | - | - | - | - | - | - | - |
| 2 864 | 3 008 | - | - | - | - | - | - | - |

### Enseignement

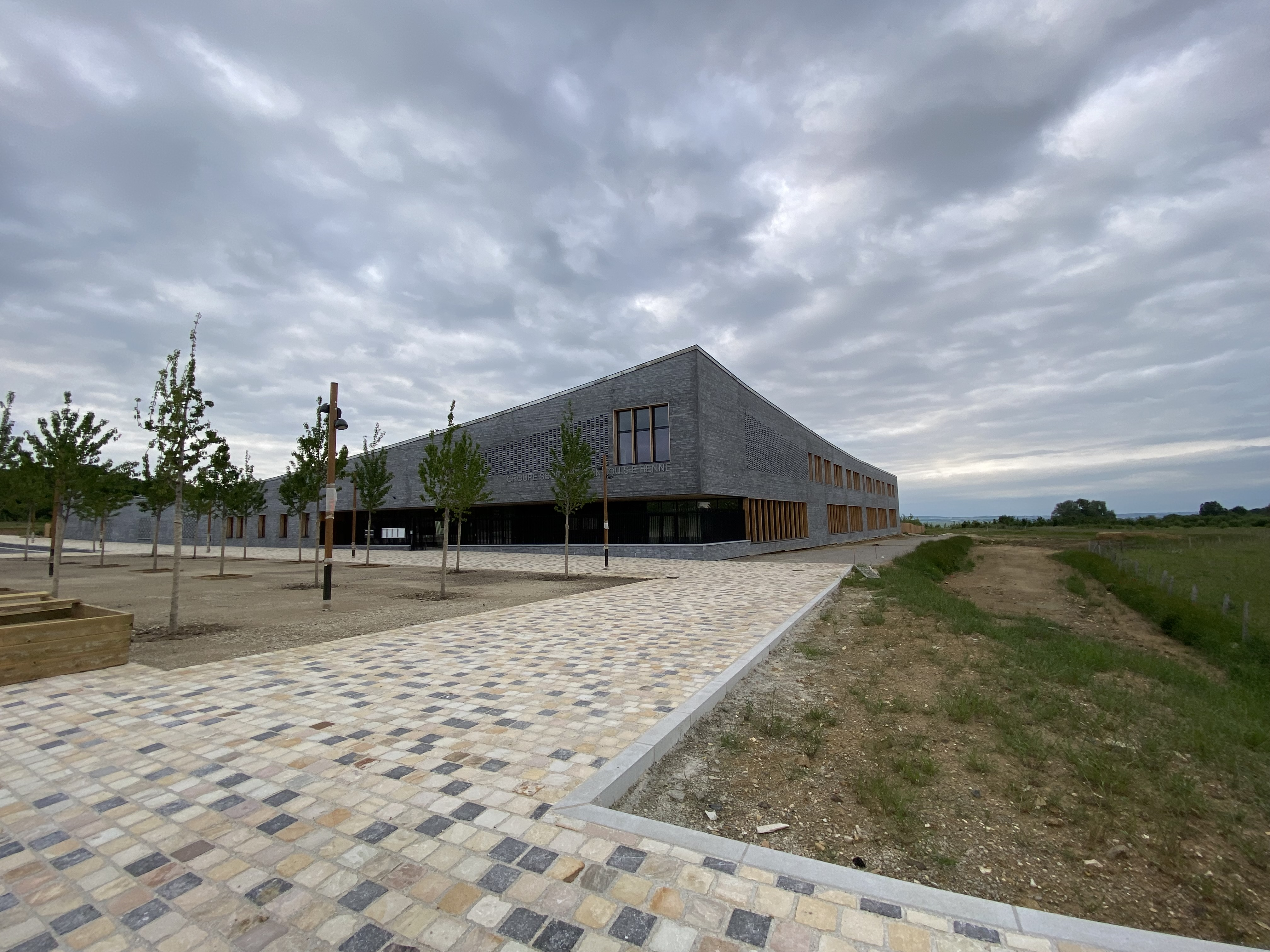
Groupe scolaire Jean-Louis Etienne, ouvert depuis Septembre 2021.

Coupvray est située dans l'académie de Créteil.
La commune administre le groupe scolaire Odette-et-Francis-Tesseire constitué d'une école maternelle et d'une école élémentaire communale.
Depuis la rentrée scolaire 2021-2022, un nouveau groupe scolaire  Jean Louis Étienne également constitué d'une école maternelle et d'une école élémentaire a été ouvert sur la commune. Son ouverture intervient dans le cadre de l'accompagnement de la construction des nouveaux quartiers de la commune.
En ce qui concerne l'enseignement secondaire, le collège de rattachement est Louis-Braille, situé à Esbly et le lycée d'affectation lié à la carte scolaire est Pierre-de-Coubertin, situé à Meaux. Pour l'enseignement supérieur, un pôle universitaire est situé au Val d'Europe et un second au Campus de Marne-la-Vallée à Champs-sur-Marne.

### Manifestations culturelles et festivités
La commune s'associe en 2009 avec l'ensemble des associations réunies dans le CINAL pour organiser les manifestations du bicentenaire de la naissance de Louis Braille.
Dans le cadre du Printemps des poètes en 2017, est lancé un concours sur le thème Le haiku à la lumière du braille.
Au sein du parc du château, ont souvent lieu des festivités organisées par la commune.

### Santé
Le pôle médical des Tamaris comprend des médecins généralistes, des dentistes, un psychologue, un podologue, des infirmiers, kinésithérapeutes et ostéopathes.

### Sports

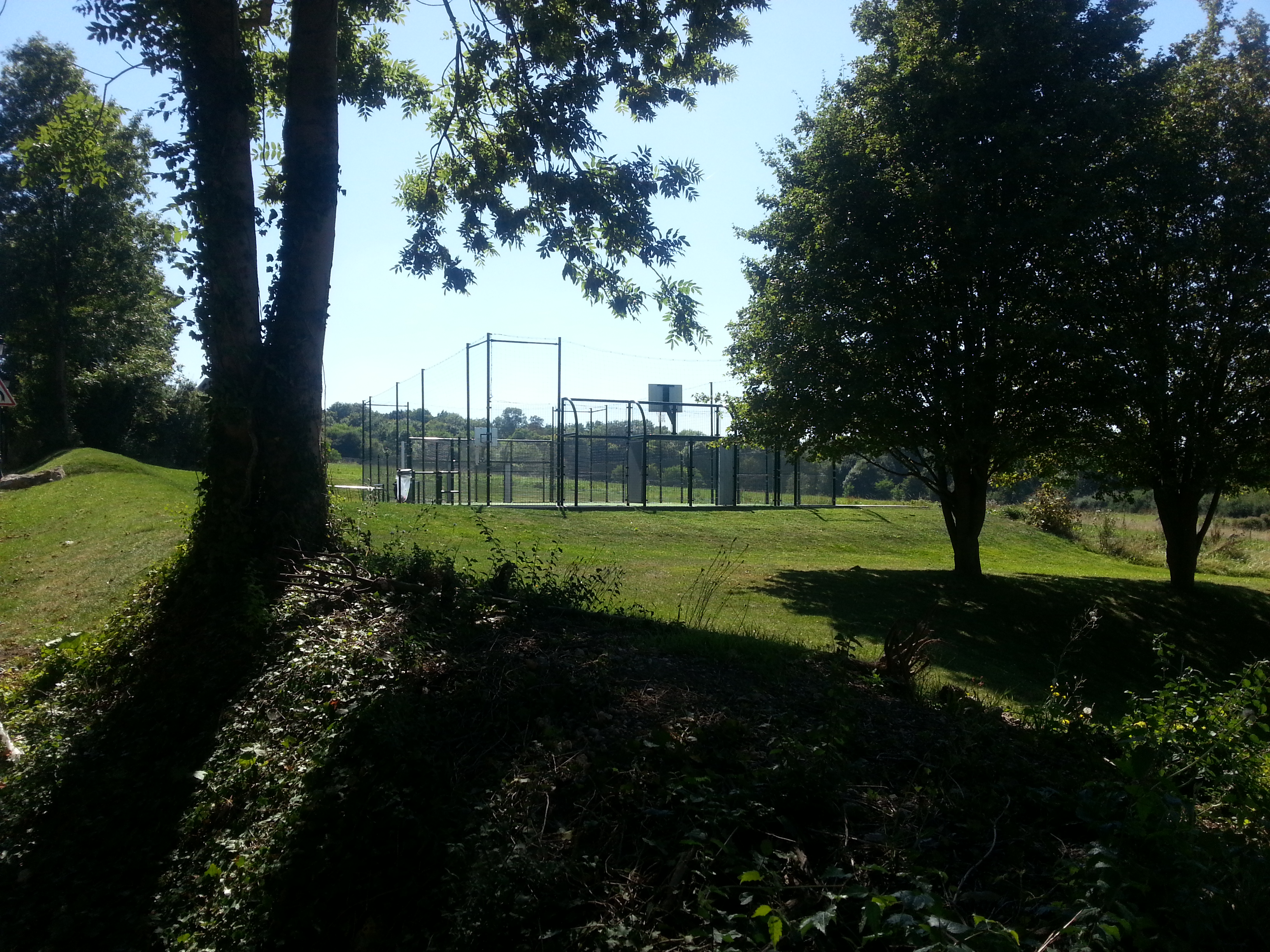
Installation sportive, Parc de l'Harmonie.

Coupvray dispose depuis 1992 d'un complexe sportif de grande qualité, exceptionnel pour une faible population : tennis externes et couverts, gymnase avec dojo, stade de foot, piscine découverte pour l'été, tir à l'arc.

### Cultes
La commune de Coupvray fait partie de la paroisse des Portes de la Brie et du diocèse de Meaux, dont dépend l'église Saint-Pierre de Coupvray.

## Économie

Hôtels de Disneyland Paris.

### Revenus de la population et fiscalité
Le nombre de ménages fiscaux en 2013 était de 999 et la  médiane du revenu disponible par unité de consommation  de 27 218 €.

### Emploi
En 2014, le nombre total d'emplois au lieu de travail était de 627.
Le taux d’activité de la population âgée de 15 à 64 ans s'élevait à 73 % contre un taux de chômage de 6,8 %.
Village très dépendant de la commune riveraine d'Esbly qui s'est développée autour de la gare SNCF, Coupvray est devenue résidentielle en profitant de ses atouts paysagers et agricoles. Intégré dans l'opération de pôle touristique décidé en 1985 entre l'État et la société américaine The Walt Disney Company pour créer son parc européen, le sud du territoire partagé par la route RN 34 est dévolu à cette nouvelle activité. Cette annonce a incité au développement du plan d'occupation des sols de 1986 avec la création de zones d'urbanisation et une zone d'activité (l'Aulnoy), a favorisé le doublement de la population de 1982 à 1999, et l'arrivée d'un supermarché.
La convention, finalement signée en 1987, a entraîné la formation du syndicat d'agglomération nouvelle (dénommé SAN des Portes de la Brie puis SAN du Val d'Europe, puis Val d'Europe Agglomération) qui inclut les cinq communes de Bailly-Romainvilliers, Chessy, Coupvray, Magny-le-Hongre et Serris. L'État signataire s'engage envers les communes avec la mise en place d'un projet d'intérêt général pour la répartition des zones d'influence entre Disney et les autorités locales et départementales non signataires. De nouveaux axes de communication traversent la commune et réorientent son développement avec les gares du TGV et du RER à Chessy.
La commune accueille quatre des six hôtels de Disneyland Paris — Hotel Cheyenne, Newport Bay Club, Hotel Santa Fe, Sequoia Lodge, une partie du parking du complexe de loisirs et plusieurs zones logistiques situées du côté du land de Discoveryland.

### Entreprises et commerces
En 2015, le nombre d'établissements actifs était de 219, dont 4 dans l'agriculture-sylviculture-pêche, 4 dans l'industrie, 36 dans la construction, 143 dans le commerce-transports-services divers et 32 relatifs au secteur administratif.
Cette même année, 17 entreprises ont été créées, dont 10 par des auto-entrepreneurs.

### Secteurs d'activité

#### Agriculture
Coupvray est dans la petite région agricole dénommée les « Vallées de la Marne et du Morin », couvrant les vallées des deux rivières, en limite de la Brie. En 2010, l'orientation technico-économique de l'agriculture sur la commune est la culture de céréales et d'oléoprotéagineux (COP).
Si la productivité agricole de la Seine-et-Marne se situe dans le peloton de tête des départements français, le département enregistre un double phénomène de disparition des terres cultivables (près de 2 000 ha par an dans les années 1980, moins dans les années 2000) et de réduction d'environ 30 % du nombre d'agriculteurs dans les années 2010. Cette tendance se retrouve au niveau de la commune où le nombre d’exploitations est passé de 4 en 1988 à 1 en 2010. Parallèlement, la taille de ces exploitations diminue, passant de 77 ha en 1988 à 76 ha en 2010.
Le tableau ci-dessous présente les principales caractéristiques des exploitations agricoles de Coupvray, observées sur une période de 22 ans : 
|                                      | 1988 | 2000 | 2010 |
| ------------------------------------ | ---- | ---- | ---- |
| Dimension économique,                |      |      |      |
| Nombre d’exploitations (u)           | 4    | 2    | 1    |
| Travail (UTA)                        | 4    | 2    | 1    |
| Surface agricole utilisée (ha)       | 308  | 208  | 76   |
| Cultures                             |      |      |      |
| Terres labourables (ha)              | 293  | s    | s    |
| Céréales (ha)                        | 215  | s    | s    |
| dont blé tendre (ha)                 | 139  | s    | s    |
| dont maïs-grain et maïs-semence (ha) | 51   | s    | s    |
| Tournesol (ha)                       | 0    |      |      |
| Colza et navette (ha)                | s    | s    | s    |
| Élevage                              |      |      |      |
| Cheptel (UGBTA)                      | 15   | 0    | 0    |

## Culture locale et patrimoine

### Lieux et monuments

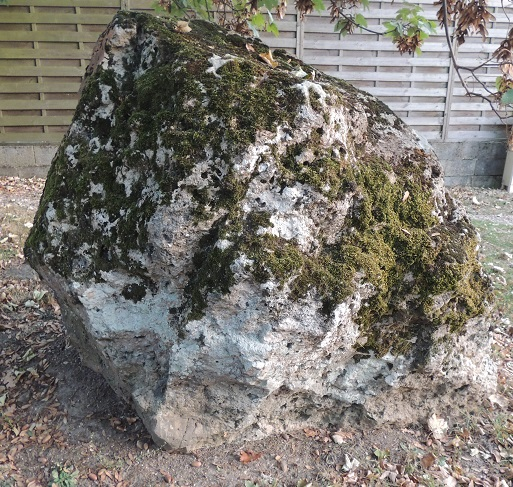
Menhir de Condé-Sainte-Libiaire.

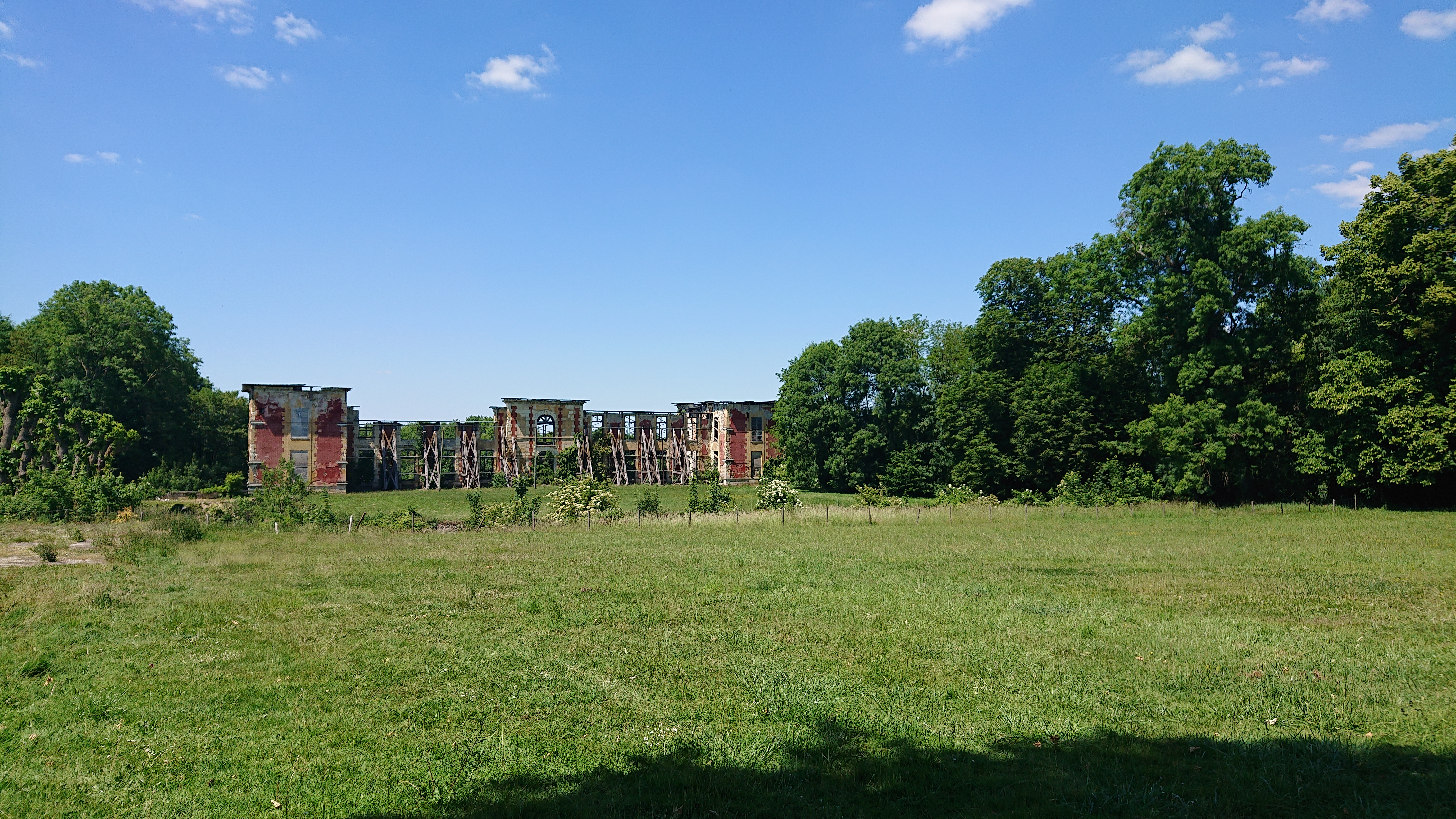
Ruines du château.

- Armoire de Condé-Sainte-Libiaire : menhir du Néolithique situé au nord de la commune ayant longtemps servi de borne communale ;
- Église Saint-Pierre, détruite en 1590, reconstruite puis agrandie aux XVIe et XVIIe siècles. Elle détient une statue d'une Vierge à l'Enfant[93], des boiseries avec Christ en croix[94] ainsi qu'un banc d'œuvre[95], objets répertoriés à l'inventaire des monuments historiques ;
- Ruines du château des Rohan, construit vers 1600 par Hercule de Rohan[96] et son parc boisé ;
- Maison natale de Louis Braille, labellisée « Maison des Illustres » en 2011[97] et inscrite aux monuments historiques ;
- Tombe de Louis Braille. Sa dépouille a été transférée en 1952 au Panthéon de Paris mais ses mains restent aujourd'hui inhumées dans sa tombe de Coupvray, en hommage à son village d’enfance.
- Grande place de l'église ;
- Lavoir du haut dit Lavoir des médisances (de) ;
- Lavoir du bas ;
- Bornes-fontaines ;
- Vieille ferme de la rue Braille ;
- Fief de Maulny (La Grande ferme) ;

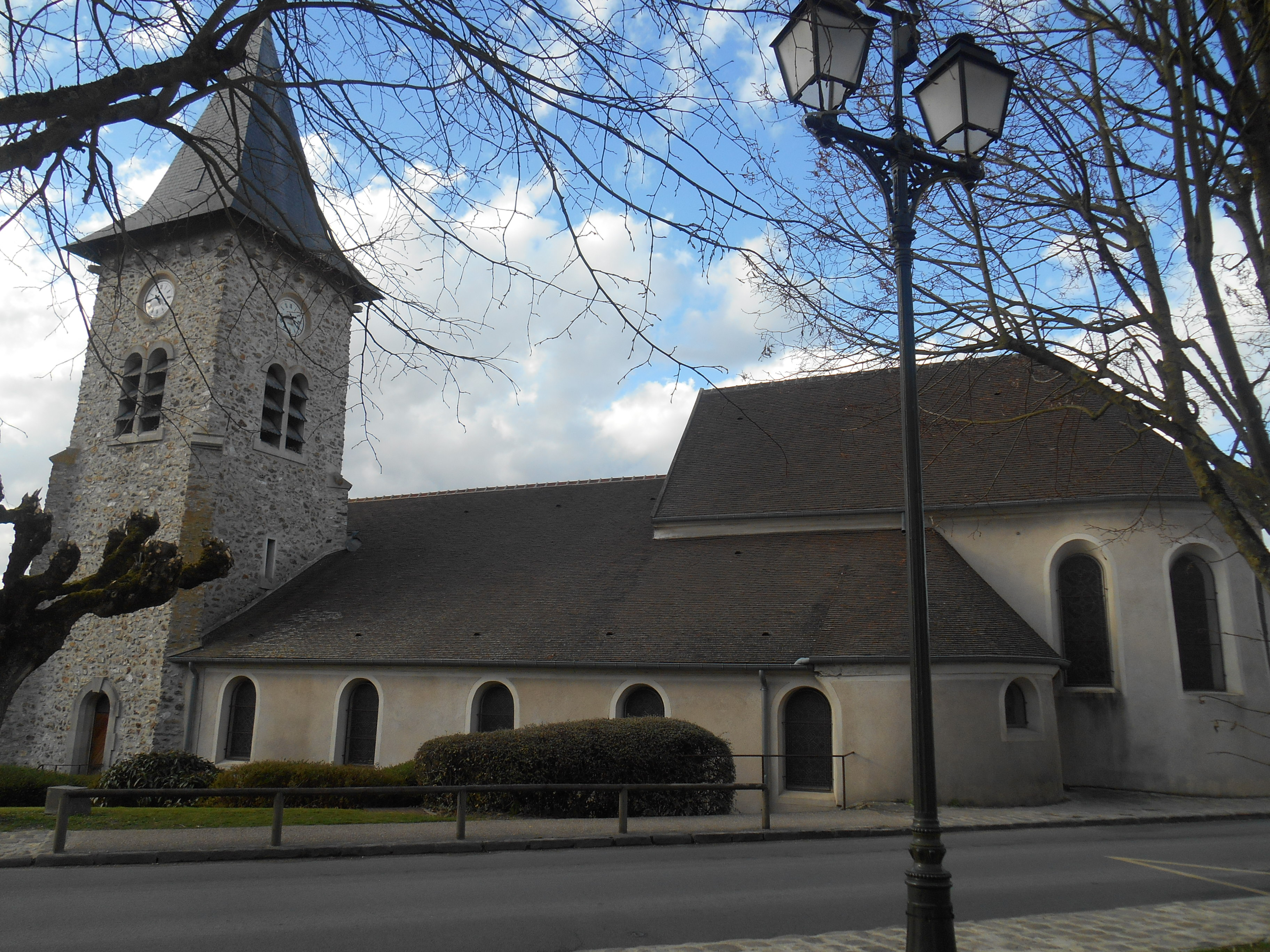
Église Saint-Pierre-de-Coupvray.
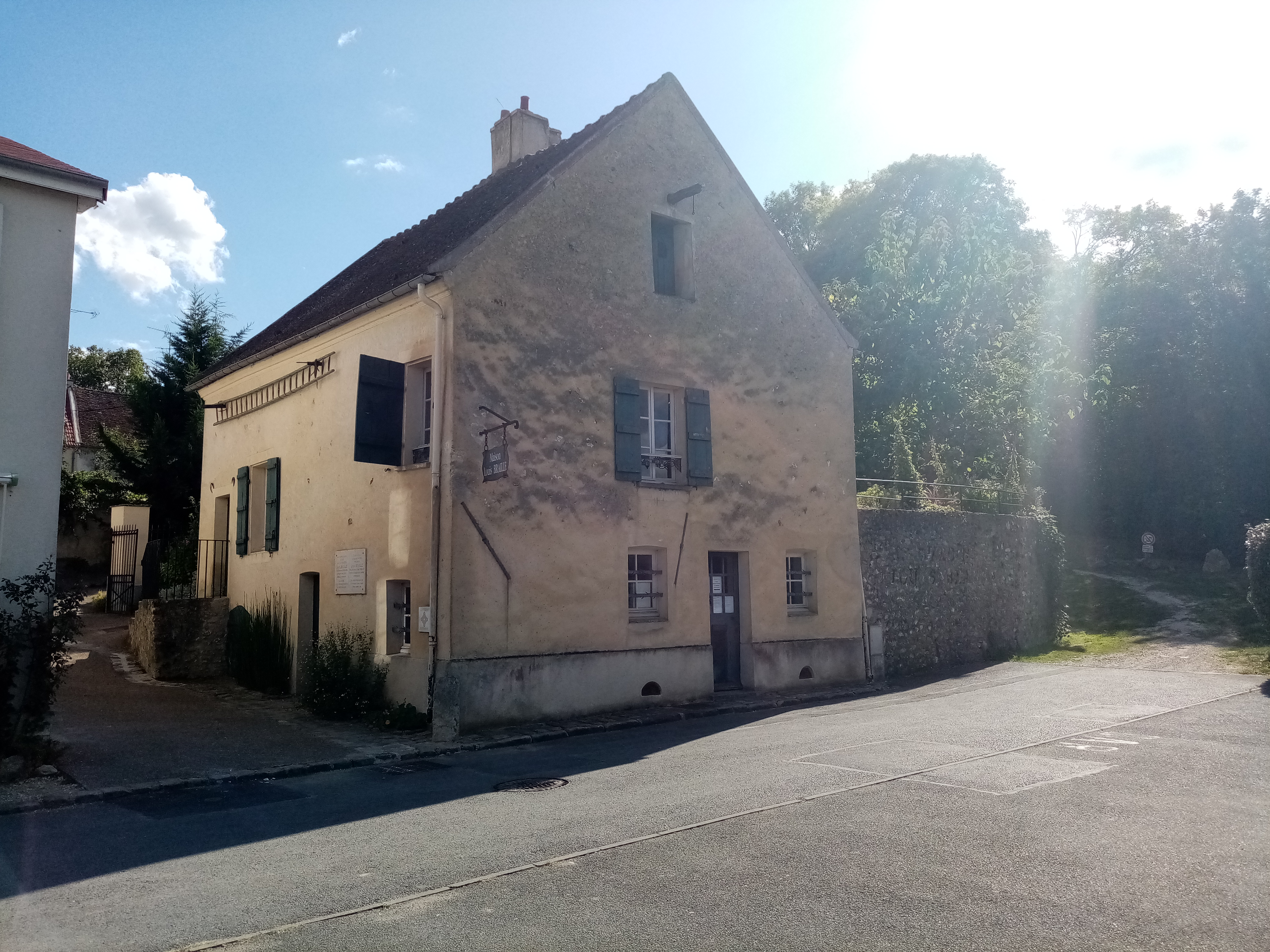
Maison natale de Louis Braille.
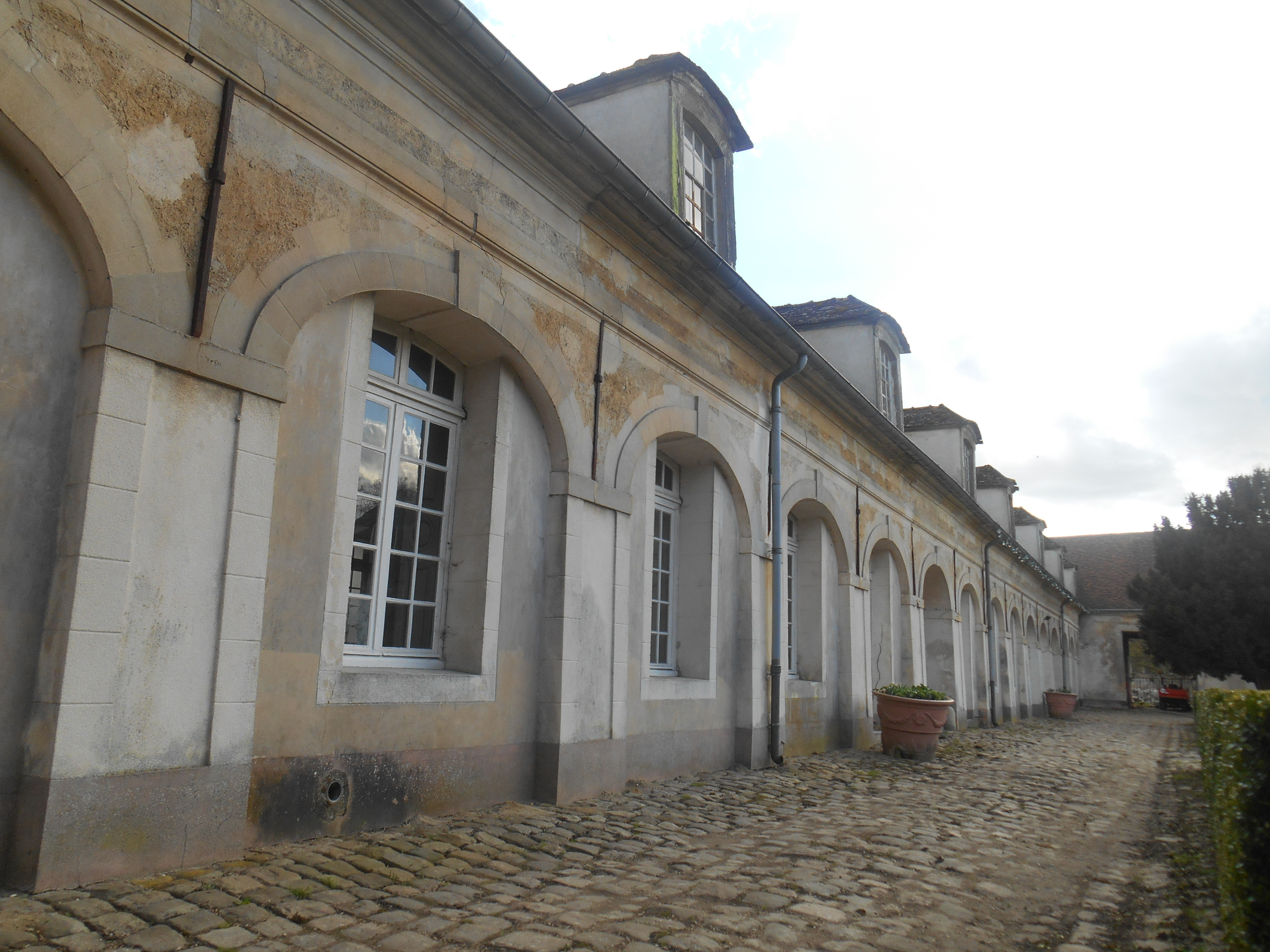
Orangerie du château.
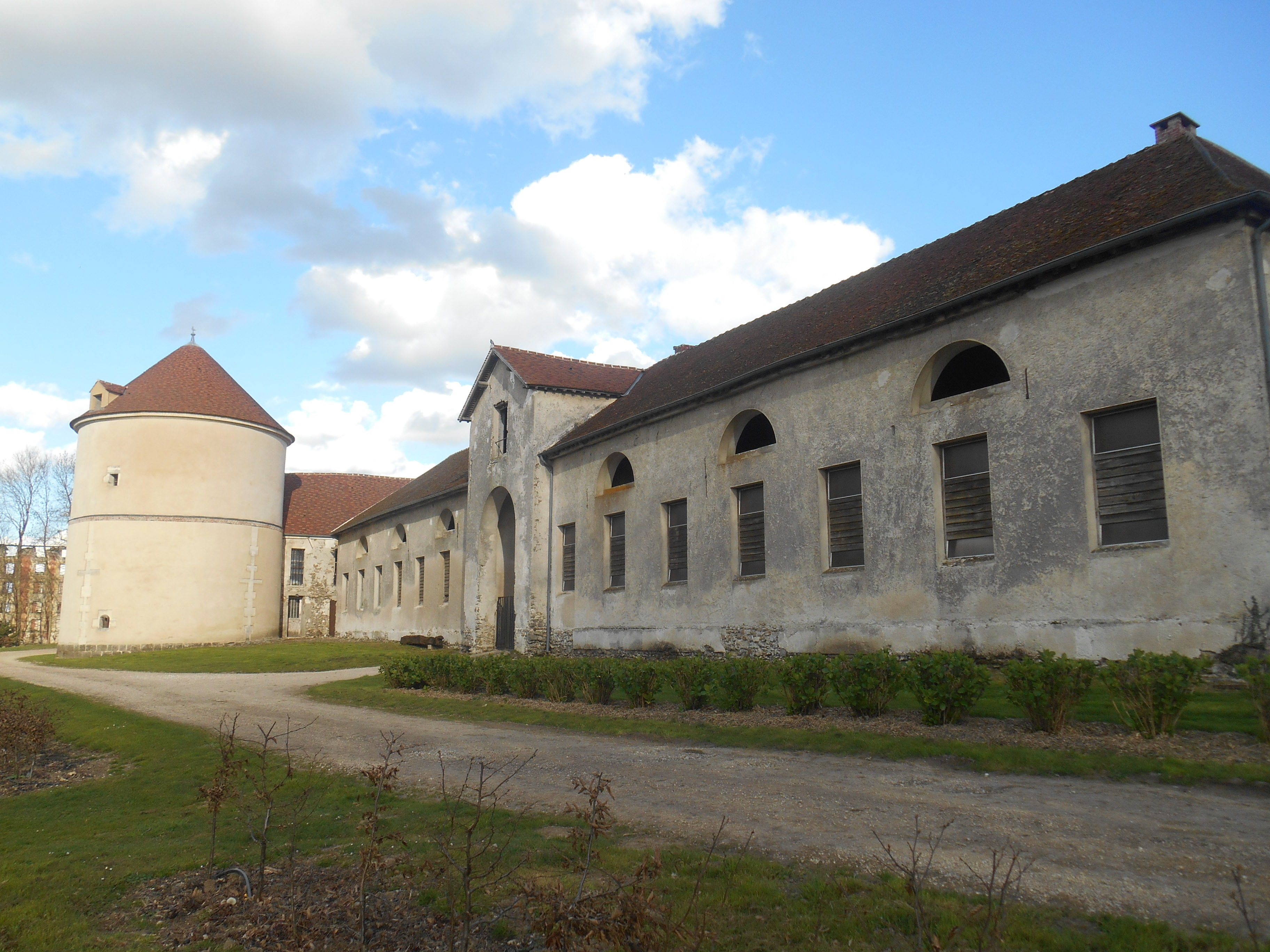
Communs du château.

### Patrimoine naturel
- Jardin d'agrément et parc du château de Coupvray[98].
- Parc de l'Harmonie dans le centre-bourg ;
- Circuit du bois de Coupvray ;
- Berges du Canal de Meaux à Chalifert, écluse de Lesches, passerelle en bois, bassins d’eaux pluviales ;
- Aqueduc de la Dhuis.

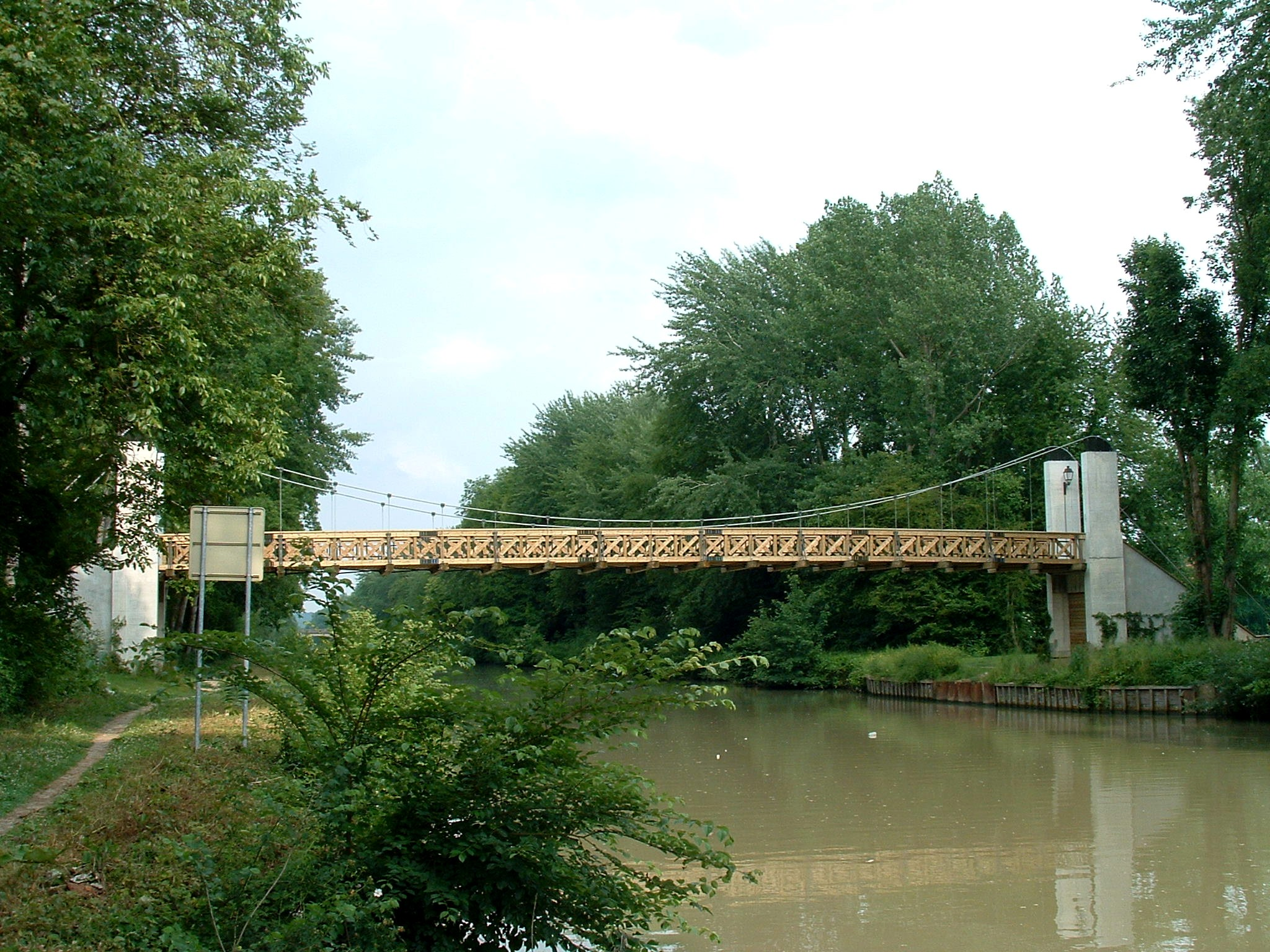
Passerelle en bois de Coupvray, au-dessus du canal.
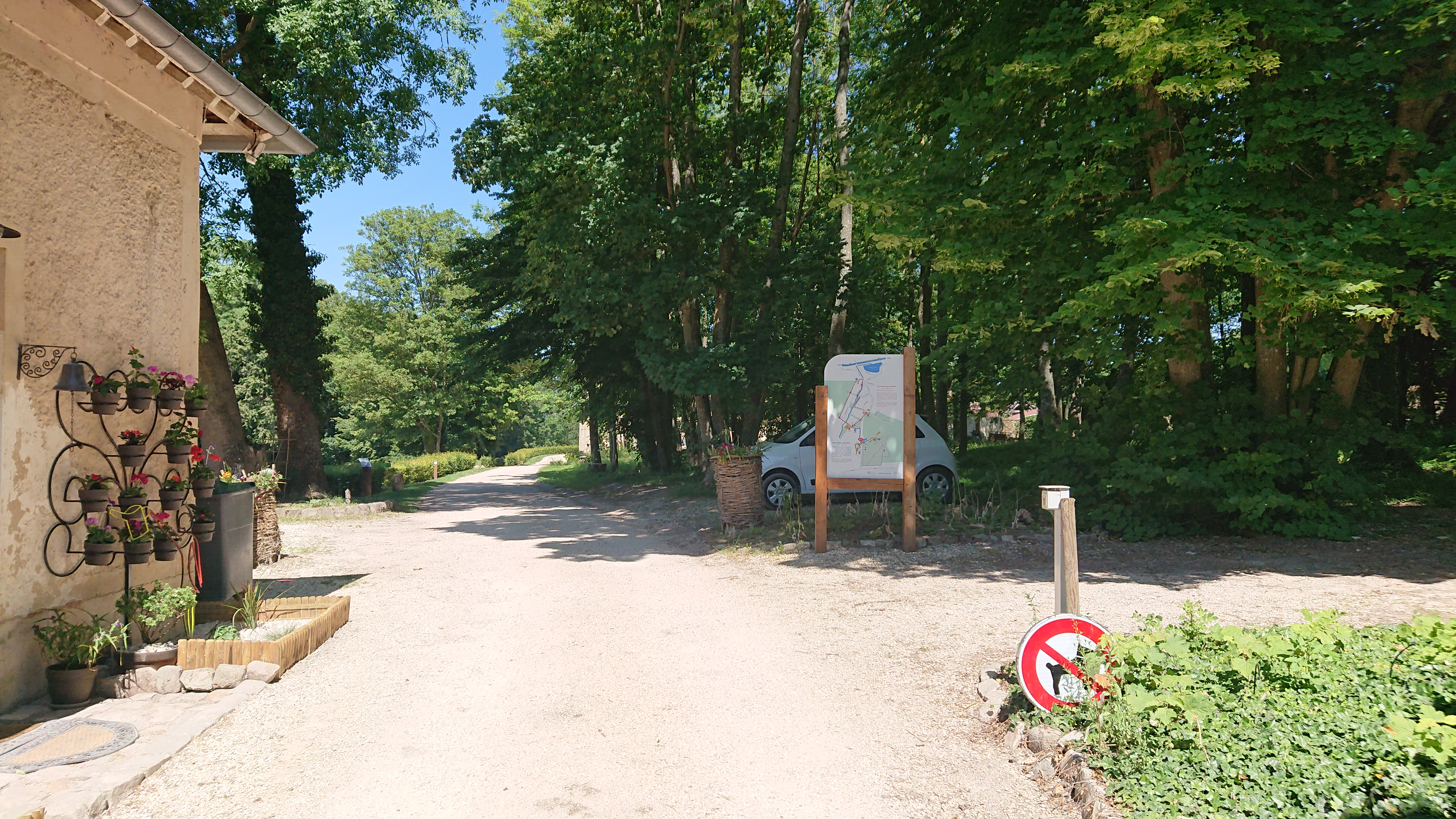
Entrée du parc du château.
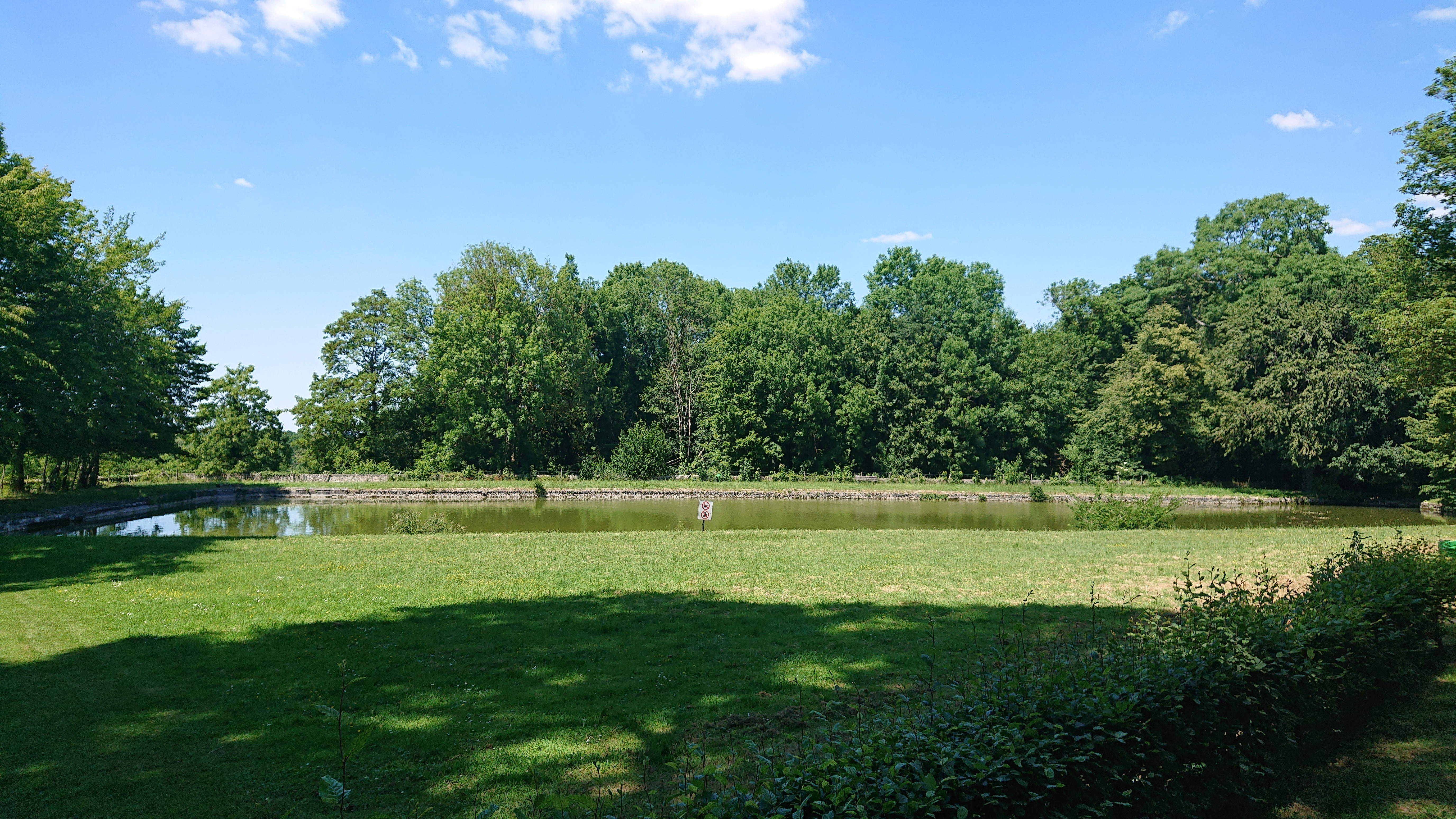
Étang du parc du château.
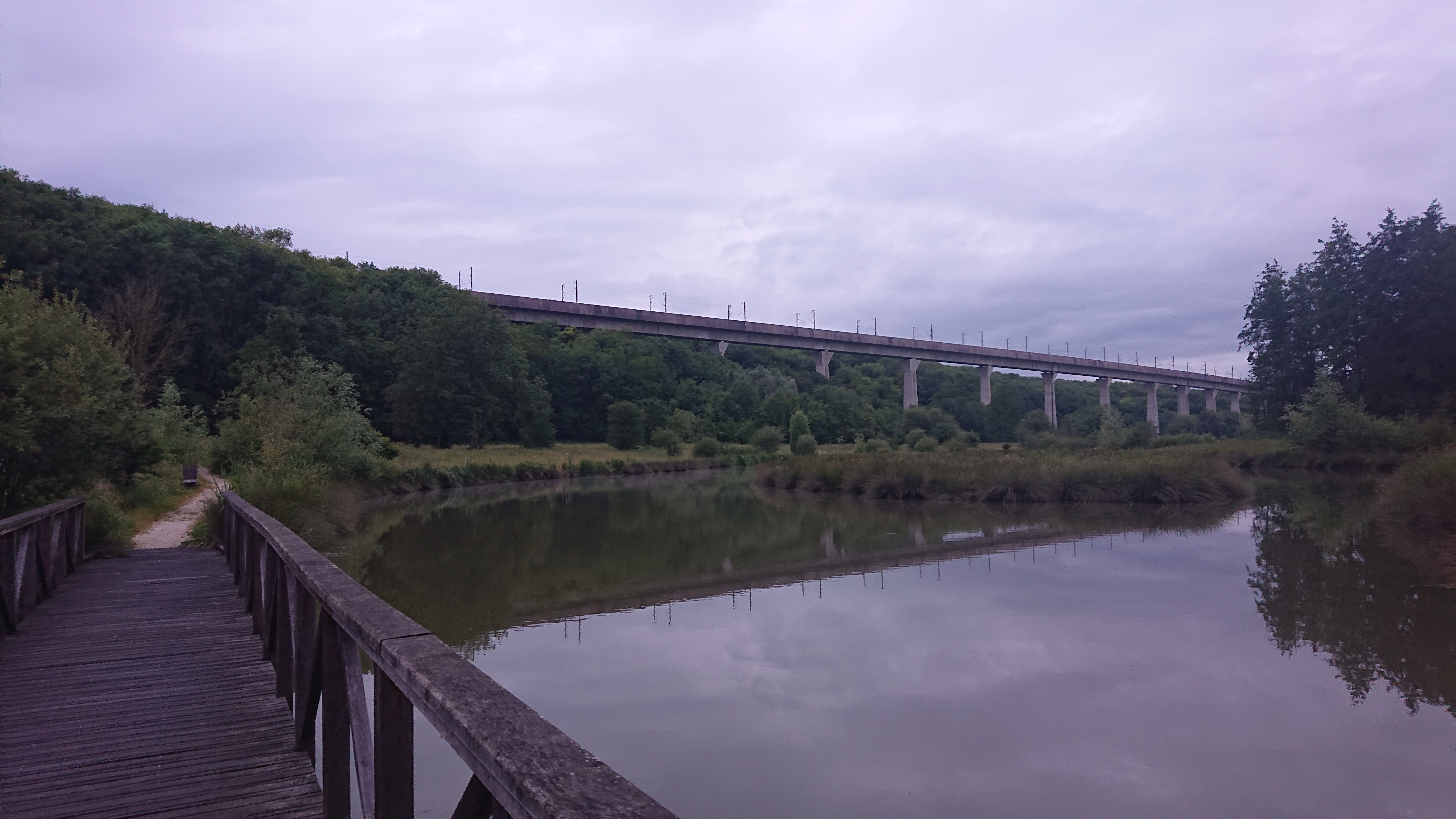
Bassin d'eau pluviale de Coupvray et viaduc de Chalifert.

### Offre hôtelière
Quatre des six hôtels de Disneyland Paris sont présents au sud-ouest de la commune. Ils ont été inaugurés en 1992 :
| Dénomination              | Thème                                                                  | Nombre de Chambres | Nombre de Suites | Catégorie |
| ------------------------- | ---------------------------------------------------------------------- | ------------------ | ---------------- | --------- |
| Disney's Newport Bay Club | Les décors balnéaires de la Nouvelle-Angleterre au début du XXe siècle | 1 093              | 13               |           |
| Disney's Sequoia Lodge    | Les parcs nationaux américains                                         | 1 011              | 9                |           |
| Disney's Hotel Cheyenne   | Le « Far West »                                                        | 1 000              | -                |           |
| Disney's Hotel Santa Fe   | Le Sud-Ouest américain                                                 | 1 000              | -                |           |

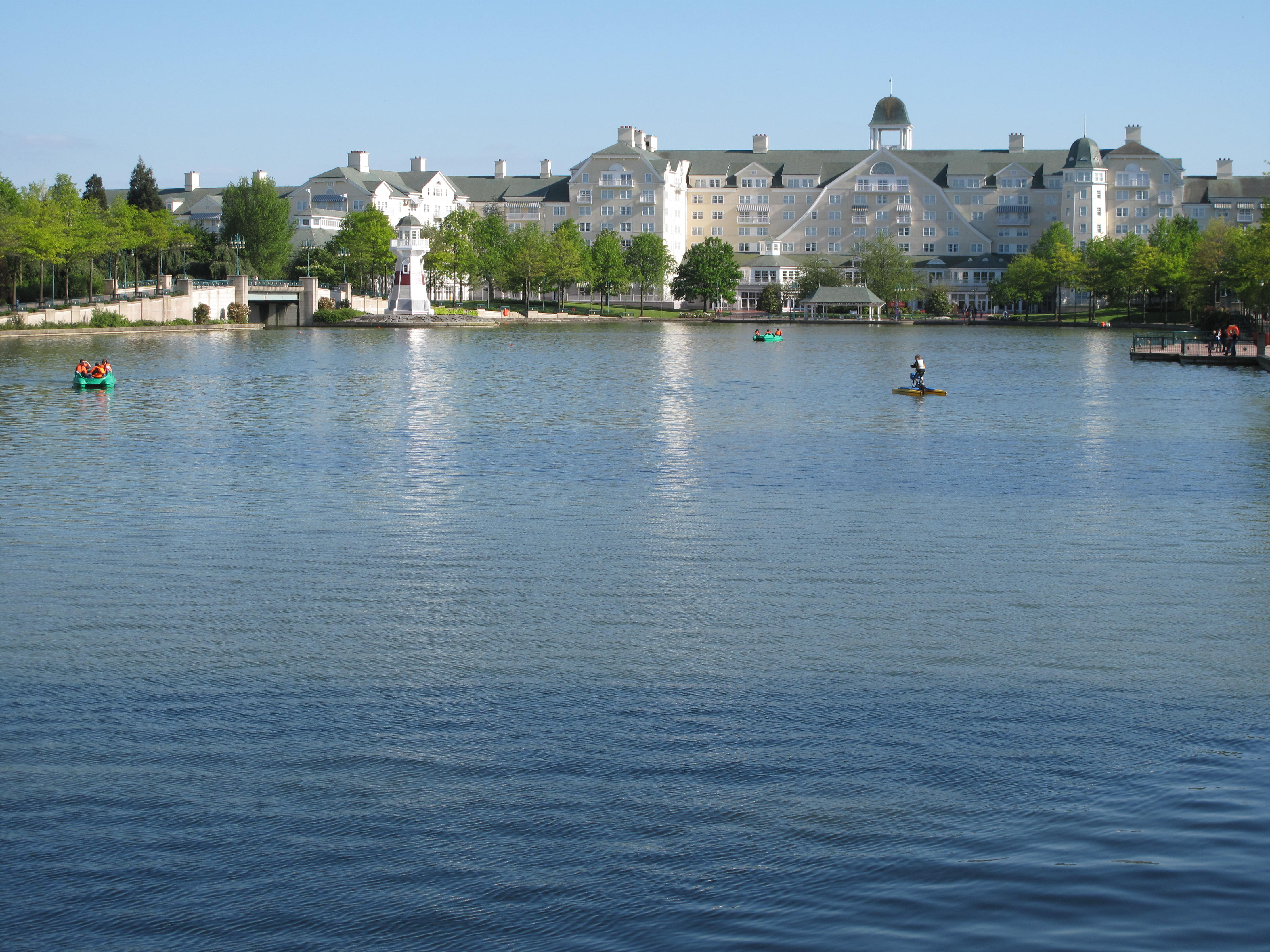
Newport Bay Club et lac Buena Vista.
Sequoia Lodge.
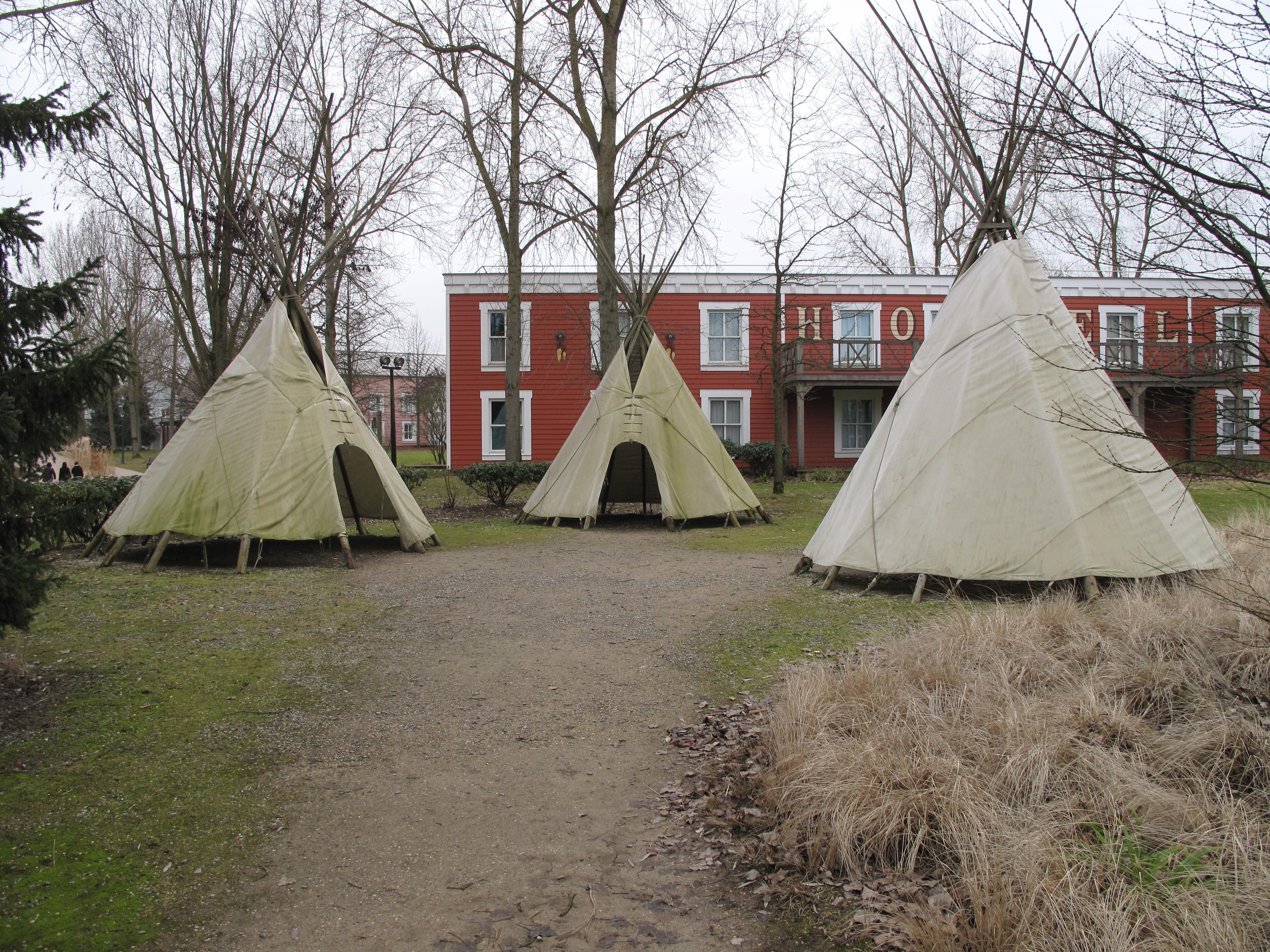
Hotel Cheyenne.
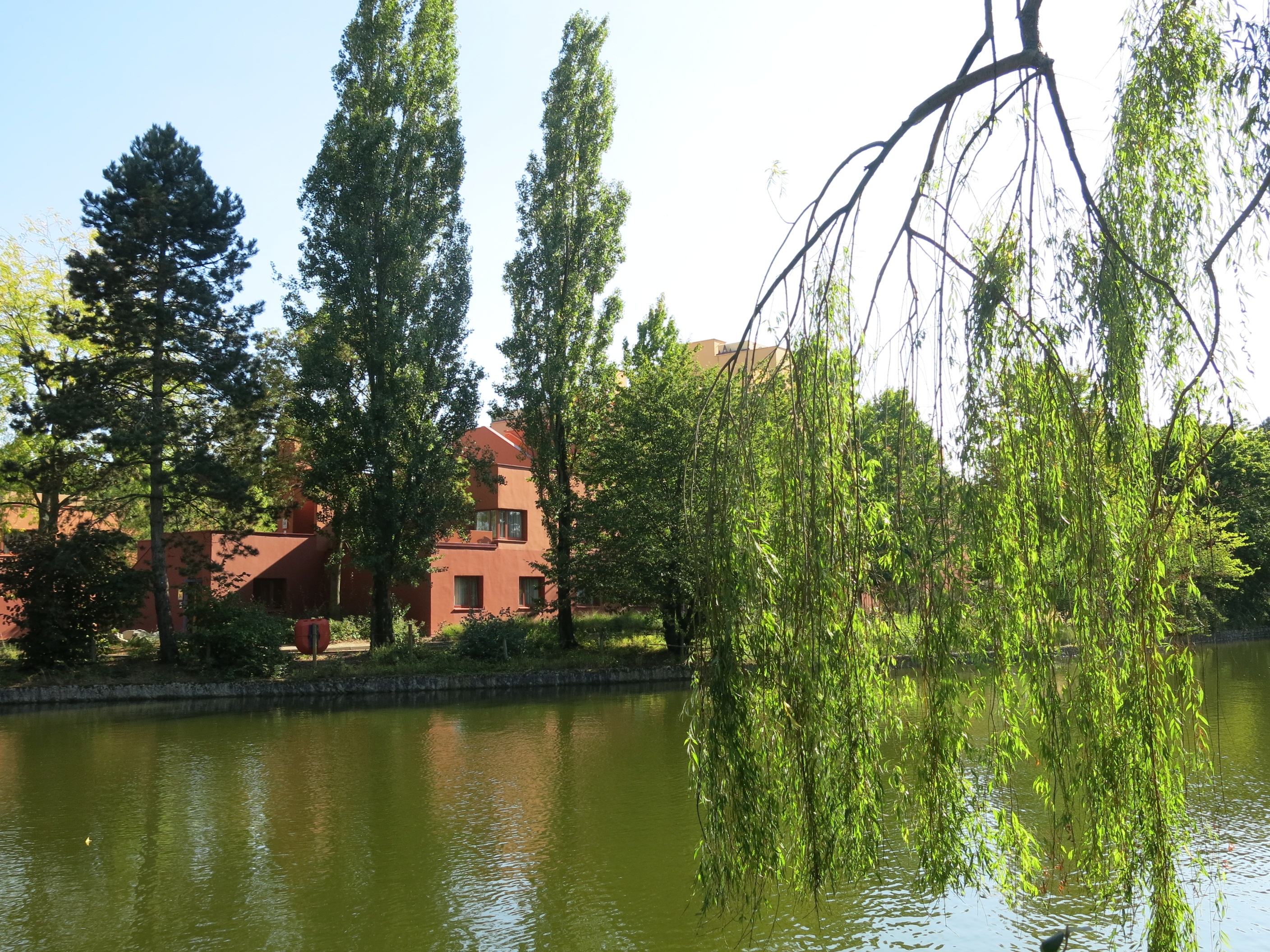
Hotel Santa Fe.

### Équipements culturels
Ferme du couvent : salle de spectacles L’Atmosphère, salle de la Ferme (expositions et conférences), atelier théâtre, salle d’arts plastiques, maison des associations.
Salles d’activités dans l'école maternelle pour l'école de musique intercommunale de Val d'Europe.

### Personnalités liées à la commune

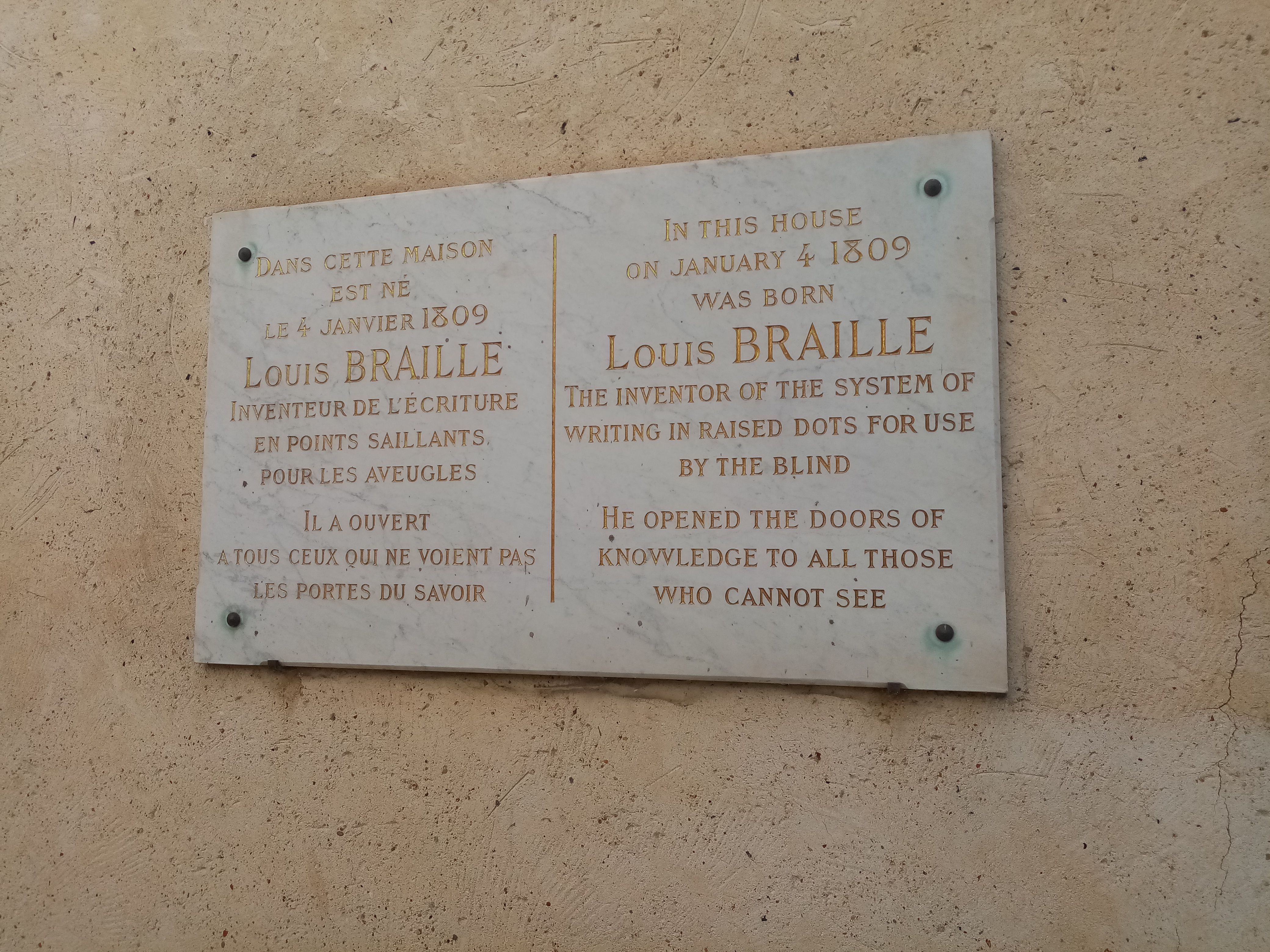
Plaque située sur la maison natale de Louis Braille.

- Hercule de Rohan (1568-1654), compagnon d'Henri IV, habitait le château des Rohan ;
- Marie de Rohan (1600-1679), plus connue sous le nom de duchesse de Chevreuse ;
- Armand-Gaston-Maximilien de Rohan (1674-1749), prince de Rohan, grand aumônier de Louis XVI, habitait le château des Rohan ;
- Jean-Louis Tourteau d'Orvilliers (1759-1832), maire de Coupvray et président de la Cour des comptes vers 1820, pair de France ;
- Charles Antoine Morand (1771-1835), général de Napoléon ;
- Louis Braille (1809-1852), né à Coupvray, inventeur de l'écriture universelle à points saillants pour les aveugles, une partie de sa sépulture repose au cimetière du bourg (le reste est au Panthéon) ;
- Hippolyte Mortier de Trévise[99] (1835-1892), dessinateur, propriétaire du parc du château, duc de Trévise, membre de la Famille Le Coat de Kerveguen, petit-fils du maréchal d'Empire Adolphe Édouard Casimir Joseph Mortier.